# Мерилін Монро
Нóрма Джин Мóртенсон-Бéйкер (англ. Norma Jeane Mortenson Baker), відома під псевдонімом, а пізніше під іменем Мерилі́н (Мерилін) Монро́ (англ. Marilyn Monroe; 1 червня 1926, Лос-Анджелес — 4 серпня 1962) — американська кіноакторка, модель, співачка, кінопродюсерка та автобіографістка. Один з найкультовіших образів американського кінематографа та символів всієї світової культури. Лауреатка «Золотого глобуса» 1960 року в номінації «найкраща жіноча роль — комедія або мюзикл» за головну роль у фільмі «У джазі тільки дівчата» (1959), першою з кіноакторів розділивши цю премію (з Раджем Капуром). 20 фільмів за участю Монро принесли в прокаті понад 200 млн доларів. Проте одна з найзатребуваніших акторок 1950-х, максимальний заробіток якої сягнув 300 000 доларів (У джазі тільки дівчата), Монро отримувала одну з найнижчих оплат серед зірок Голлівуду через кабальний контракт із кіностудією «20th Century Fox» у рамках студійної системи. В результаті конфлікту з Fox вона у 1955 році заснувала власну продюсерську компанію «Marilyn Monroe Productions», інструменталізувавши процес розпаду студійної системи Голлівуду.
Монро стала найпопулярнішою акторкою 1950-х, знімаючись у комедіях і мелодрамах, що вміло експлуатували її зовнішні дані й перетворили на секс-символ 50-х: «Ніагара» (1953), «Джентльмени віддають перевагу білявкам» (1953) і «Сверблячка сьомого року» (1955). Образ наївної сексуальної блондинки став візитівкою і водночас пасткою для акторки, що прагнула драматичних ролей. Кінокритика, феміністські студії та психоаналіз досі продовжують інтерпретувати глибину творчості Монро.

## Життєпис

### Дитинство

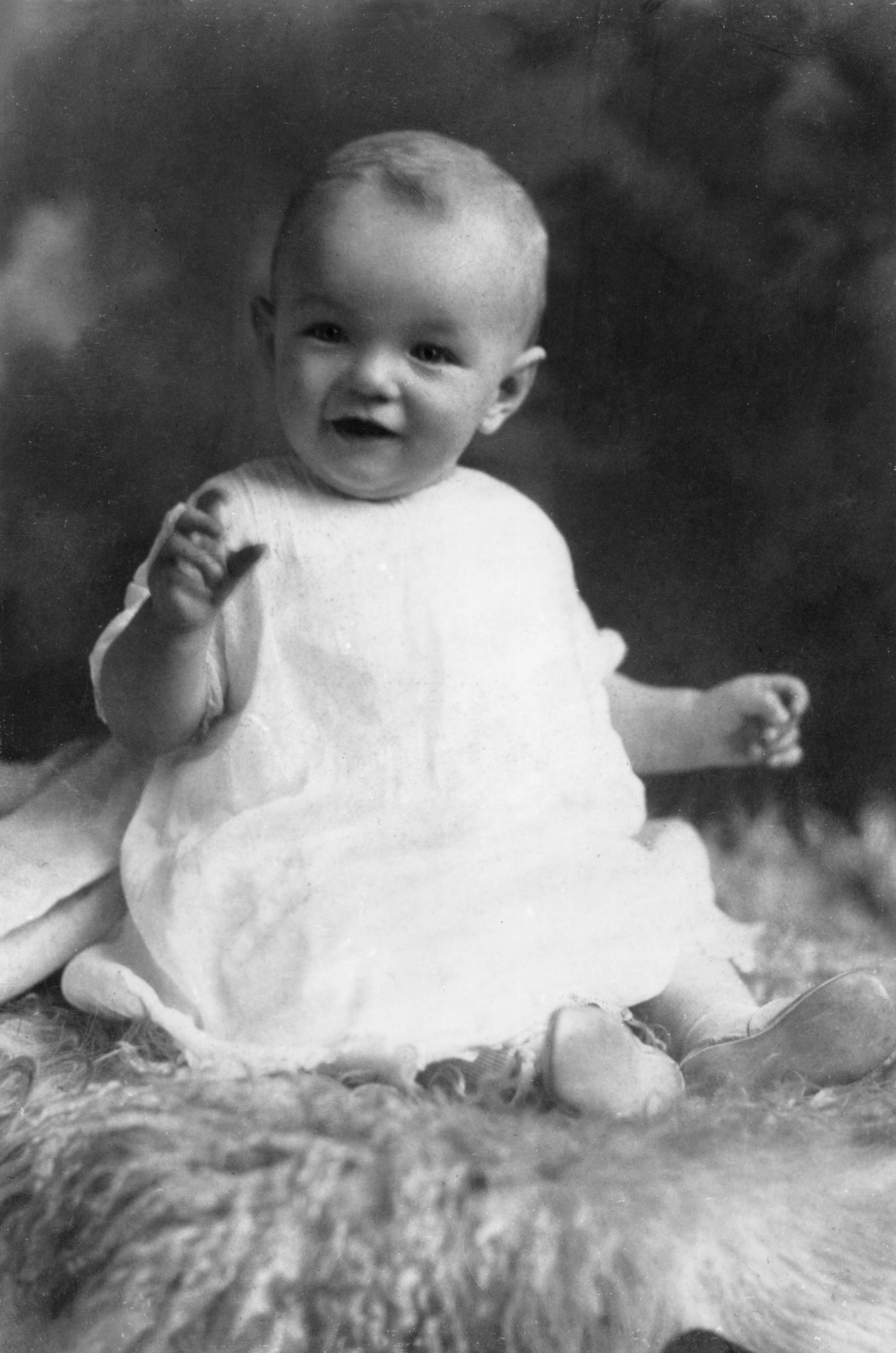
Норма Джин Мортенсон в дитинстві, у випуску Modern Screen за жовтень 1953

Норма Джин Мортенсон народилася 1 червня 1926 року в Лос-Анджелесі, була третьою дитиною кіномонтажниці «RKO Pictures» Ґледіс Перл Бейкер (до шлюбу Монро, 27 травня 1902 — 11 березня 1984). У 15 років мати одружилася з 24-річним Джоном Ньютоном Бейкером. Норма Джин мала зведених старшого брата Роберта (1917—1933) і сестру Верніс (нар. 1919), про яку не знала до 12 років. Мати подала на розлучення в 1921 році, і батько забрав дітей в Кентуккі.
1924 року мати одружилася з Мартіном Едвардом Мортенсеном, з яким розлучилася 1928 року до зачаття Норми Джин, тож особа батька Мерилін Монро невідома. Найчастіше вона користувалась прізвищем Бейкер і протягом усього життя заперечувала батьківство Мортенсона, стверджуючи, що в дитинстві їй показали фотографію чоловіка, котрого мати назвала її батьком — Чарльза Стенлі Гіффорда[джерело?].
За легендою Норма Джин названа на честь двох великих акторок того часу: зірки німого кіно Норми Толмадж і голівудської діви Джин Гарлоу. Мати працювала в кінолабораторії і захоплювалася кадрами з Толмедж. Проте Гарлін Карпентер взяла ім'я Джин Гарлоу тільки 1928-го, коли Нормі Джин було 2 роки.
Через психічний розлад і фінансові труднощі мати віддала Норму до прийомної (можливо форстерної) сім'ї у сільське містечко Говторн (Каліфорнія): Альберт та Іда Болендер виховували прийомних дітей за принципами євангельського християнства. Там Норма Джин прожила до 7 років. Спочатку мати жила з Болендерами і їздила на роботу до Лос-Анджелеса. На початку 1927 року через довгі робочі зміни і важкі переїзди мати змушена повернутися в місто, і відвідвідувала Норму Джин у вихідні, часто беручи її в кіно і на екскурсії в Лос-Анджелес. Хоча Болендери хотіли вдочерити Норму Джин, до літа 1933 мати здобула фінансову стабільність, купила будинок у Голлівуді і забрала доньку. В домі також жили актори Джордж і Мод Аткінсон з дочкою Неллі. Але через кілька місяців стан матері погіршав, їй діагностували параноїдну шизофренію і госпіталізували на решту життя, після чого їхнє спілкування було обмеженим.
Коли мені було п'ять, думаю, що тоді я й захотіла стати акторкою. Я любила грати. Мені не подобався світ навколо, тому що він був трохи похмурий, але я любила грати вдома. Коли я почула, що це була акторська гра, я сказала, що хочу бути (акторкою). Деякі з моїх прийомних сімей використовували це, щоб відправити мене в кіно, витягнути мене з будинку, в якому я сиділа день і ніч. Світ на екрані настільки великий, я була малою дитиною, яка перебувала в повній самоті... так я закохалася в кіно.
Норма Джин потрапила під опіку: її опікункою стала найкраща подруга матері Ґрейс МакКі (Grace McKee), що взяла на себе справи Ґледіс. МакКі теж захоплювалася Джин Гарлоу, тому дозволяла Нормі носити макіяж та завивати волосся. Вони разом ходили в кінотеатри, розвиваючи захоплення Норми Джин кінофільмами та акторським мистецтвом. Саме МакКі сказала Нормі Джин, що колись та стане кінозіркою.
1935 року Ґрейс МакКі одружилася з Ервіном Ґодардом, і 9-річна Норма потрапила до Лос-Анджелеського сирітського притулку (пізніше «Голліґроув»). За 2 роки перебування в сиротинці удочерінням Норми Джин цікавились кілька сімей, але МакКі не давала дозволу і в 1937 році забрала дівчинку назад до себе.
У 1937 році чоловік МакКі Ервін Ґодард здійснив проти 11-річної Норми Джин сексуальне насильство. МакКі відправляє Норму до двоюрідної бабусі Олівії Бранінґз (Olive Brunings) у Комптоні, Каліфорнія. Але й перебування там перервав один з синів Бранінґз, сексуально домагаючись дівчинку. За припущеннями біографів та психологів, сексуальне насильство в дитинстві викликало подальші проблеми Мерилін Монро (розлад сну, залежність від психотропів, складнощі в міжособистісних стосунках).
На початку 1938 року МакКі відправляє Норму Джин до тітки Ани Ловер (Ana Lower) у Ван Найс, округ Лос-Анджелеса, де вона вступає до середньої школи Емерсон. Мерилін з радістю згадувала час, проведений із «тіткою Аною», як один із небагатьох періодів, коли вона відчувала справжню стабільність. Проте пізніше у тітки Ани почалися проблеми зі здоров'ям, і наприкінці 1940-го — на початку 1941 року Норма Джин змушена повернутися до МакКі і Ґоддарда. Вона завершує середню і вступає в старшу школу в Ван-Найсі.

### Стосунки

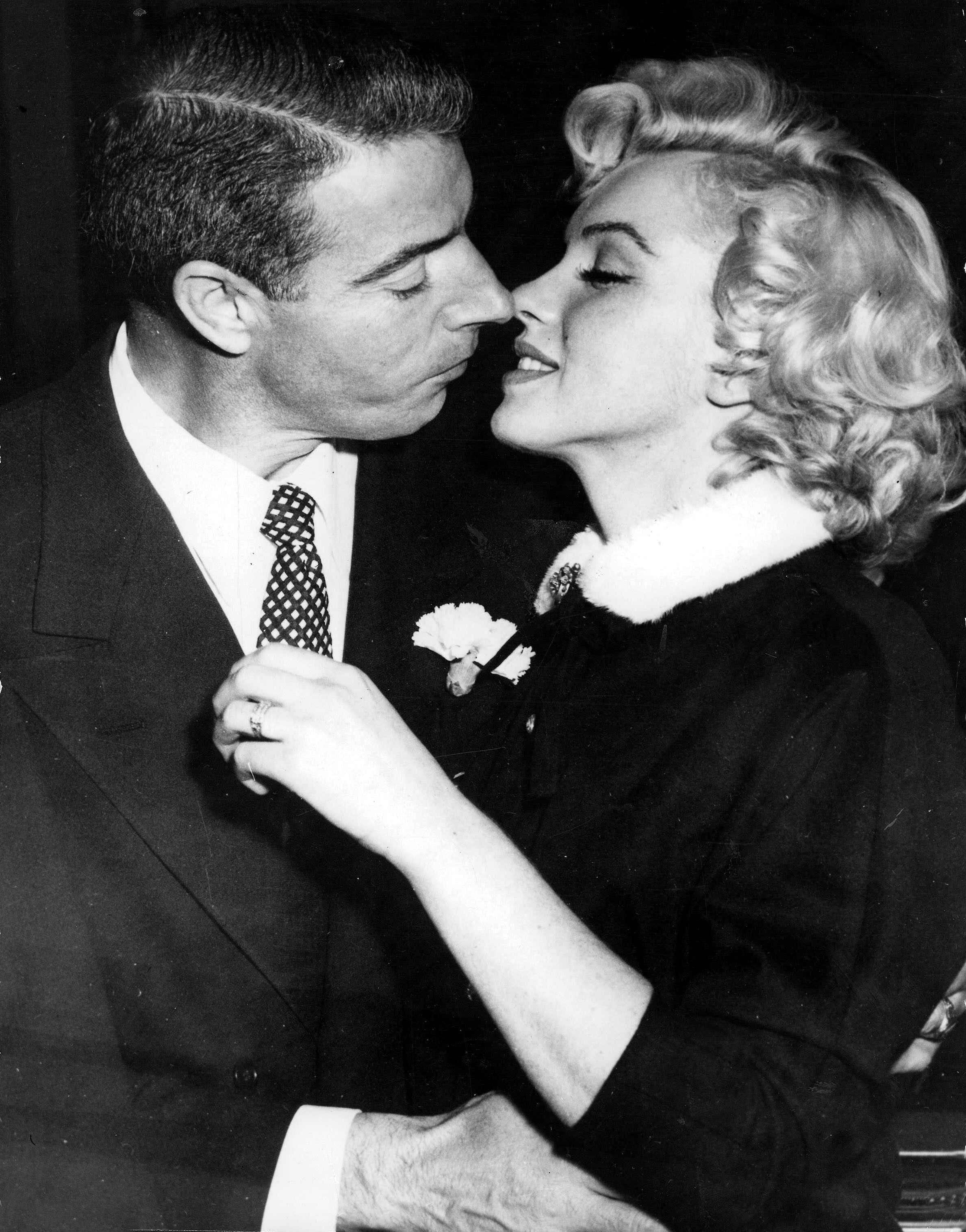
З Джо Ді Маджо в Сан-Франциско, в січні 1954 року

У старшій школі Норма Джин Мортенсон почала зустрічатися з Джимом Доґерті. 1942 року сім'я Ґоддард-МакКі переїхала в Західну Вірджинію, але не могла взяти з собою Норму Джин, і, щоб уникнути чергового притулку, 16-річна Норма, за наполяганням МакКі, 19 червня 1942 року бере шлюб з Доґерті, покидає школу й селиться в нього. Через рік чоловік влаштувався в торговий флот і відбув до Тихого Океану. За його відсутности Норма Джин успішно будує кар'єру в моделінгу, тож напередодні Різдва 1945 року чоловік ультимативно вимагав її припинити зніматися для журналів, або він розірве шлюб. 13 вересня 1946 Мортенсон розлучилася з чоловіком, який не розумів її кар'єри.
В 1947 Монро дружила, а потім зустрічалася з виконавчим директором «20 Century Fox» Джозефом М. Шенком. На зніманні мюзиклу «Хористки» зустрічалася з викладачем вокалу Фредом Каргером, який оплатив виправлення її прикусу. У 1948 зустрічалася з Джонні Гайдом, віцепрезидентом агентства Вільяма Морріса, але пропозицію шлюбу відхилила. Здобувши вибухову популярність у 1950 році, зустрічалася з Еліа Казаном, режисером Ніколасом Реєм, акторами Юлом Бріннером і Пітером Лоуфордом.
У 1952 почала широко висвітлювані пресою стосунки з бейсбольною зіркою Джо Ді Маджо, в січні 1954 одружилася з ним. 9-місячний шлюб був крихким від початку: Ді Маджо постійно ревнував зірку та намагався контролювати її стосунки. Біографи Вільям Спото і Лоїс Банер також припускали, що він бив Монро. Чоловік влаштував сцену після рекламної кампанії Монро зі знаменитою сукнею, що підіймається над решіткою метро, для фільму «Сверблячка сьомого року». Монро найняла відомого адвоката Джеррі Гіслера і в жовтні 1954 подала на розлучення, яке набуло сили в жовтні 1955 року. Пізніше відродила дружбу з колишнім.

Також зустрічалася з Марлоном Брандо. 

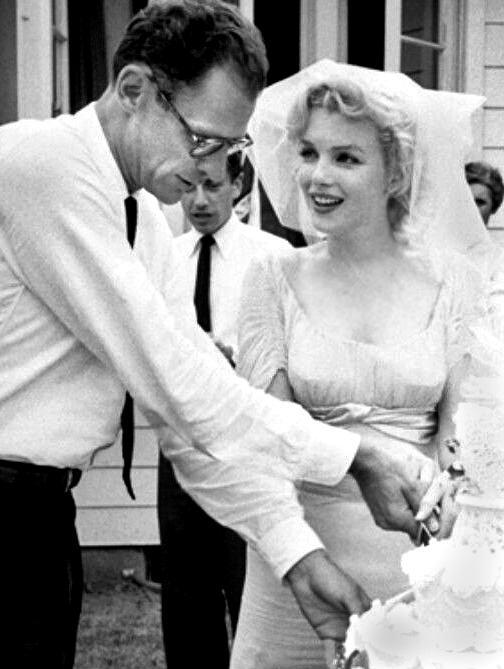
Мерилін Монро на весіллі з Артуром Міллером, 29 червня 1956 року

Ще 1950 року познайомившись із драматургом Артуром Міллером, зблизилася з ним у 1955, розлученим і з двома дітьми від попереднього шлюбу. У 1956, після перемоги над студією «20 Century Fox», їхні стосунки почала критикувати преса. Волтер Вінчелл був невдоволений, що «найвідоміша в Америці блондинка стала кінозіркою, а тепер улюбленицею лівої інтелігенції». 29 червня 1956 року Монро одружилася з Міллером цивільною церемонією у Вайт-Плейнс (Нью-Йорк), а два дні по тому відбулася єврейська церемонія в будинку його агента в Нью-Йорку. Монро перейшла в юдаїзм, що призвело до заборони всіх її фільмів у Єгипті. Преса засуджувала союз секс-символа й інтелектуала (заголовок Variety «Egghead Weds Hourglass» - «Яйцеголовий одружується з пісочним годинником»). Вже через кілька тижнів після весілля Міллер написав у щоденнику, що ненавидить її. Від Міллера Монро мала три викидні. 1957 року, після конфліктів (і можливо викидня) з Лоуренсом Олів'є на зніманні «Принца і танцівниці» та конфліктів у правлінні своєї компанії Монро взяла 18-місячну перерву від роботи, щоб присвятити себе сімейному життю на східному узбережжі. Вона з Міллером проводила час між мангеттенською квартирою і маєтком 18-го століття, який придбали в Роксбері (штат Коннектикут), а літо в місті Амагансетт, Лонґ-Айленд. Стосунки з партнером по картині «Займемося коханням» Івом Монтаном широко висвітлювала преса, їх використовували в рекламній кампанії. Пишучи сценарій для Монро в її останньому фільмі, Міллер завів роман з Інге Морат. Після численних конфліктів Монро розійшлася з Міллером після фіналу знімання і отримала швидке розлучення в Мексиці 20 січня 1961 року, без взаємних претензій.
У 1951 році Монро познайомилася з Джоном Кеннеді, що згодом став президентом США. У 1954-му почала з ним стосунки тривалістю до 1960 року. Про ці взаємини існує багато свідчень, зокрема свідчення цілодобових президентських охоронців. Поширювались чутки про стосунки також і з його молодшим братом Робертом, до якого Монро ставилася дуже добре. За деякими версіями, їх поширювали з метою приховати зв'язок із президентом, що набув розголосу.
У 1961 році кілька місяців зустрічалася з Френком Сінатрою.

### Здоров'я
Монро завжди хотіла мати дітей, у кожному шлюбі намагаючись завагітніти, але мала викидні через ендометріоз, яким страждала протягом усього дорослого життя. В середині 1957 року завагітніла, але позаматково, перенесла аборт. Через рік пережила викидень. В цей період ненадовго госпіталізована через передозування барбітуратами.
У 1961 році Монро перенесла операцію у зв'язку з ендометріозом і холецистектомією, провела 4 тижні в лікарні, в тому числі в психіатричній, лікуючись від депресії. Отримала допомогу від Джо Ді Маджо, з яким відродила дружбу. Навесні 1961 року переїхала в Каліфорнію, на початку 1962 року купила будинок в Брентвуді, Лос-Анджелес.

### Смерть

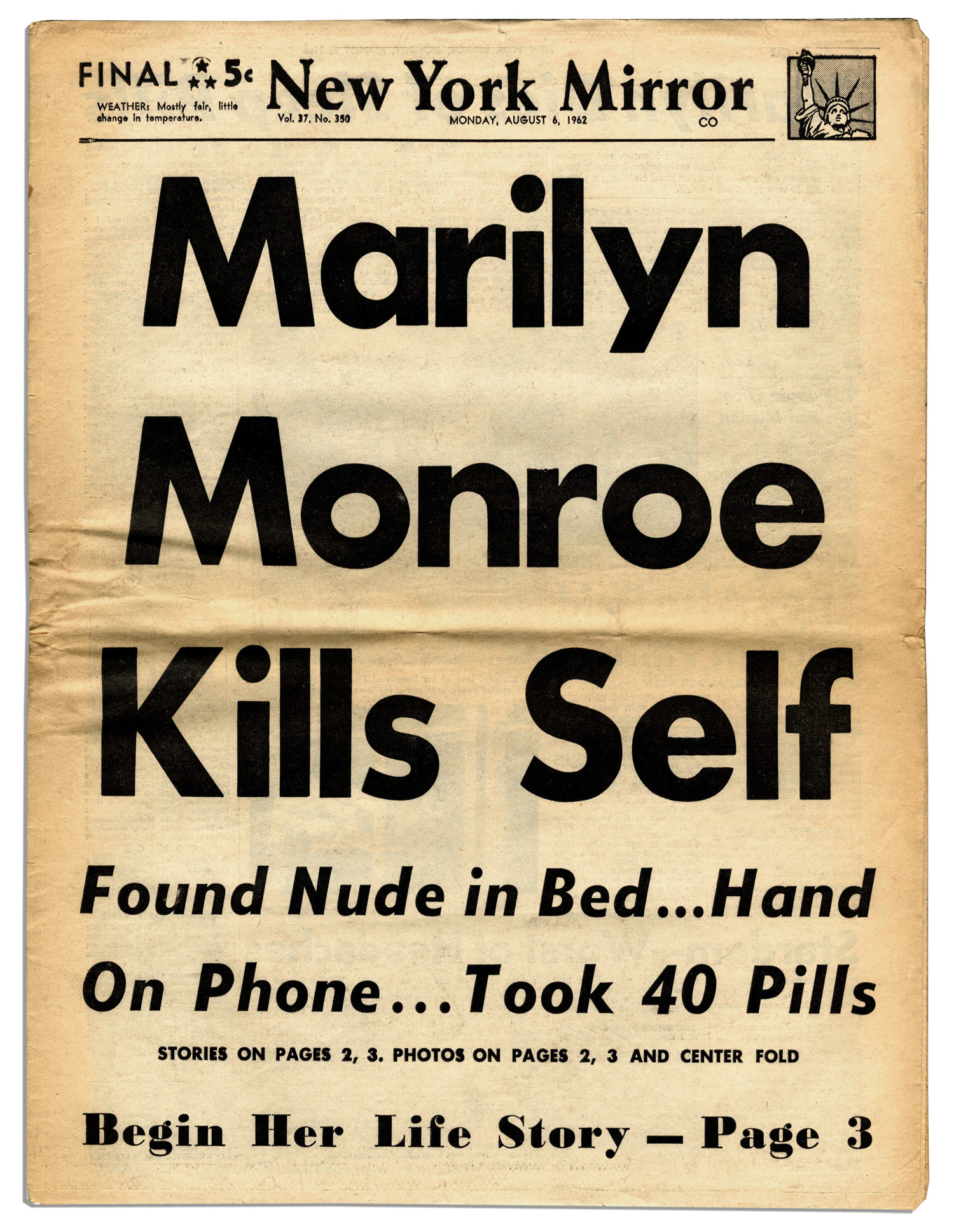
Перша шпальта газети «» (6 серпня 1962 року)

5 серпня 1962 року хатня робітниця Монро Юніс Мюррей, що залишилася на ніч у її будинку на 12305 Fifth Helena Drive, Брентвуд, прокинулась о 3:00, помітила світло з-під дверей спальні Монро, які виявились замкненими, зателефонувала психіатрові Монро Ральфові Грінсону. Той прибув у будинок, виламав двері і виявив тіло Монро. Смерть офіційно підтвердив її лікар Гайман Енгельберг біля 3:50, а о 4:25 вони повідомили про трагедію Департамент поліції Лос-Анджелеса. За підрахунками експертів, Монро померла між 8:30 та 10:30 вечора, а токсикологічний звіт зафіксував причиною смерті гостре отруєння барбітуратами.
Психіатри з лос-анджелеської Команди попередження самогубств розслідували з патологоанатомами можливі причини смерті Монро. У крові Монро виявили 8 % (мг на 100 мл) хлоралгідрату, 4,5 % пентобарбіталу (Нембутал) і ще 13 % пентобарбіталу в печінці. Порожні пляшечки з-під цих ліків знайшли поруч із її ліжком. Ймовірність випадкового передозування виключена, бо дозування в її тілі в кілька разів перевищувало допустиму межу. Психіатри заявили, що Монро була схильна до частих епізодів паніки і депресії та мала емоційну лабільність. За офіційною версією, патологоанатомічним протоколом доктора Томаса Ноґучі, причиною смерті стало «передозування снодійним» пентобарбіталом у взаємодії з пігулками хлоралгідрату. Розтин показав, що вона була здоровою. У посвідці про смерть вказали: «Ймовірно, самогубство».

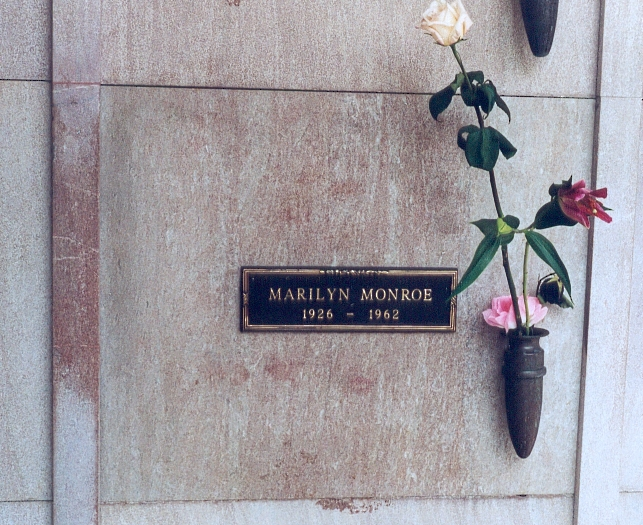
Крипта Мерилін Монро на Вествудскому кладовищі

Мерилін Монро була міжнародною зіркою, і її раптова смерть стала головною новиною в США і Європі. Лоїс Банер повідомляла: «Після смерті Мерилін Монро рівень самогубств у Лос-Анджелесі зріс удвічі», а репортери газети «Чикаго Триб'юн» отримали сотні телефонних дзвінків від представників громадськості з проханням надати інформацію про смерть Мерилін Монро. Французький художник Жан Кокто зазначив, що її смерть повинна стати страшним уроком для всіх тих, чиїм головним заняттям є шпигунство за кінозірками і докучання їм. Лоуренс Олів'є вважав її жертвою галасу і сенсацій, а режисер «Автобусної зупинки» Джошуа Логан заявив, що Мерилін Монро була однією з найнедооціненіших людей у світі.
На похороні Монро 8 серпня 1962 року на кладовищі Вествуд відбулася приватна церемонія лише для найближчих. Поминальну службу організував Джо Ді Маджо та бізнес-менеджерка Монро Інез Мелсон. Сотні людей заповнили вулиці навколо кладовища. Мерилін Монро похована у склепі під номером 24 на Вествудському кладовищі.
Упродовж наступних десятиліть виникло кілька конспірологічних теорій про смерть Мерилін Монро, включаючи вбивство і випадкове передозування. Версія вбивства вперше привернула загальну увагу після публікації «Marilyn: A Biography» Нормана Мейлера 1973 року. В наступні роки вона поширилась достатньо, аби спонукати окружного прокурора Джон Ван де Кампа провести порогове розслідування в 1982 році, яке не виявило слідів насильства.

## Кар'єра

### Моделінг, контракт, перші ролі: 1944—1949

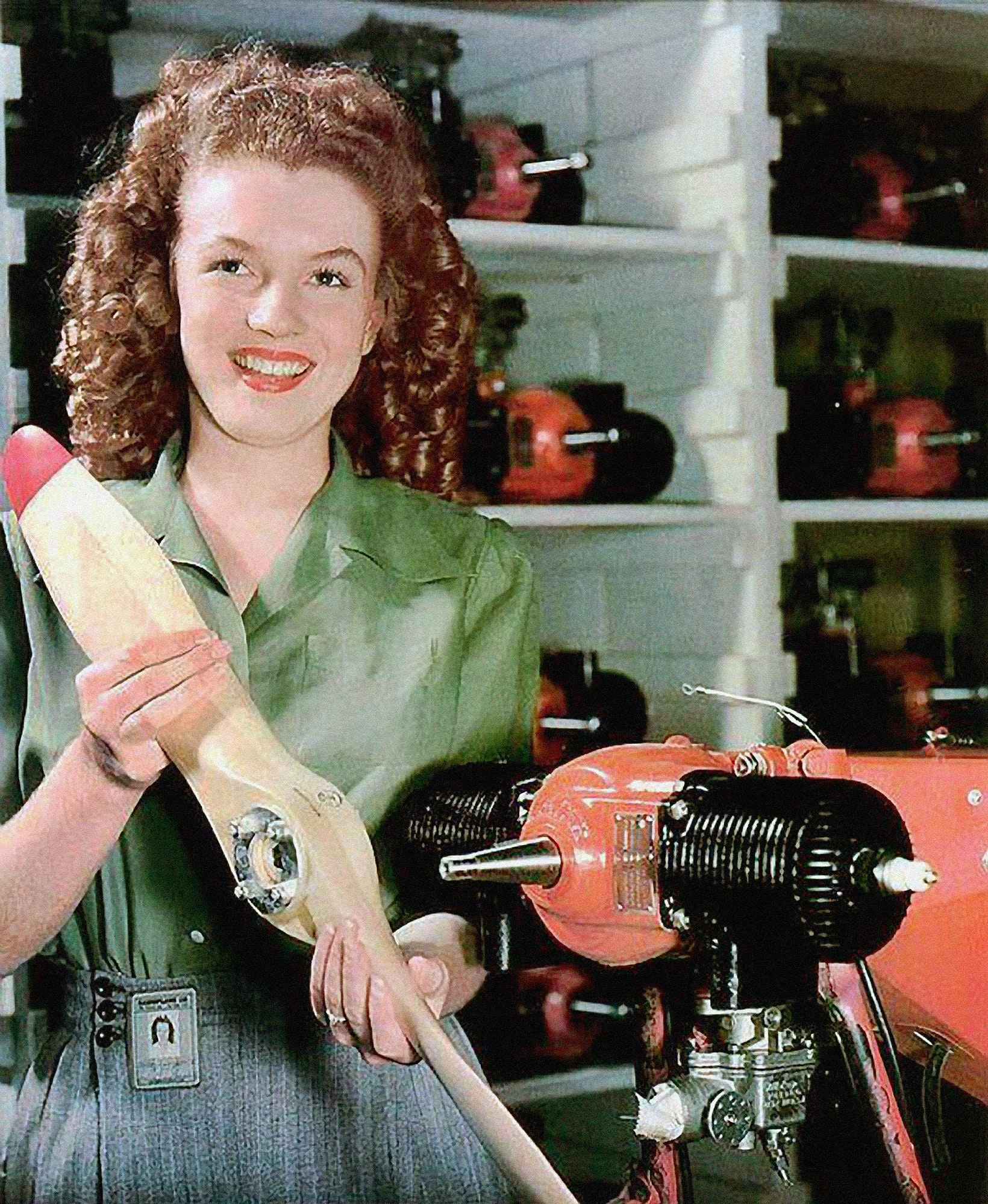
Норма Джин Доґерті на заводі з випуску БПЛА з Radioplane TDD-2/OQ-3, 26 червня 1945 року

У 1943 році, залишившись без чоловіка, що відбув на флот, і не маючи освіти через ранній шлюб, 17-річна Норма Джин (тоді Доґерті) пішла працювати на авіаційному заводі з випуску безпілотних літальних апаратів Radioplane OQ-2 компанії «Радіоплан». Наприкінці 1944 року військовий фотограф Девід Коновер пропонує їй фотосесію. Він знімав для журналу «Янкі» жінок, які виконували військове замовлення. Вона позує за 5 доларів на годину, за порадою фотографа звертається до «The Blue Book Modeling Agency», звільняється з заводу і йде працювати моделлю. Вивчає творчість Джин Гарлоу та Лани Тернер та починає створювати імідж: через попит на моделей зі світлішим волоссям Норма Джин вибілила до золотистого і випрямила своє кучеряве каштанове волосся.
На початку модельної кар'єри Норма Джин зрідка використовувала ім'я Джин Норман. Її статуру вважали більш пін-апною, ніж підходящою для індустрії моди, тому показували здебільшого в рекламі й чоловічих журналах. Попри це, до початку 1946 року її фото було на 33-х обкладинках різних журналів, зокрема Pageant, Camera, Life і Peek. За словами керівниці агентства Еммелін Снівелі (Emmeline Snively), Монро була однією з найамбітніших і найпрацьовитіших моделей.
Натхненна успіхом Норми Джин, Снівелі влаштовує їй контракт з акторським агентством у червні 1946 року. Після невдалої співбесіди з продюсерами в «Paramount Pictures» її запросив Бен Лайон, директор «20th Century Fox». Виконавчий керівник студії Дерріл Занук був проти, та його переконали дати Монро стандартний 6-місячний контракт, аби вона не підписала контракт зі студією-конкуренткою «RKO Pictures». Монро підписала контракт із зарплатнею $125 на тиждень, який вступив у дію у серпні 1946 року. На студії їй запропонували імена Керол Лінд, Клер Норман та Мерилін Міллер, та зупинилися на Мерилін Монро: ім'я обрав Лайон на честь бродвейської зірки Мерилін Міллер, прізвище Мортенсон вона взяла на честь бабусі.

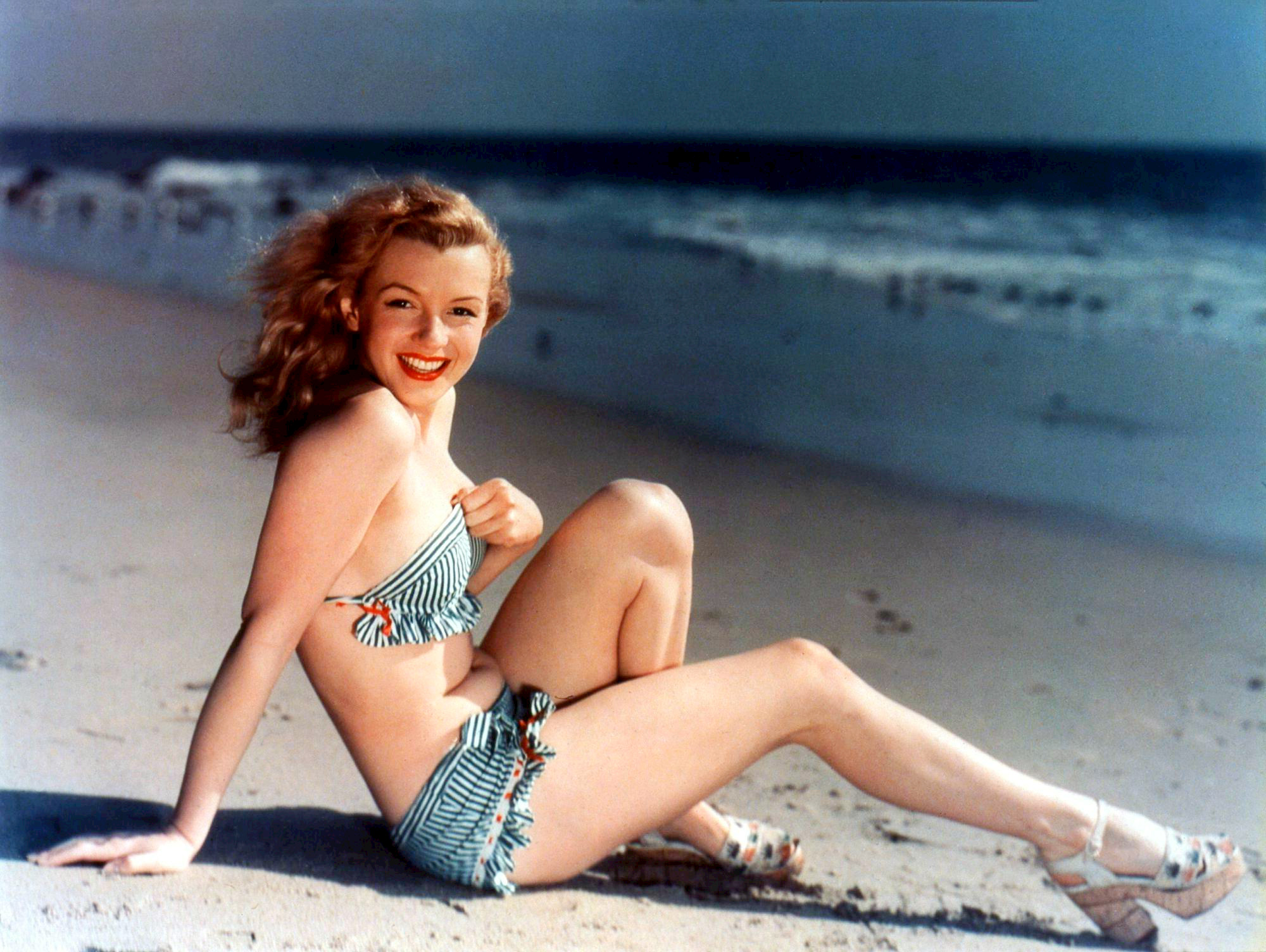
Раннє фото Норми Джин Мортенсон-Бейкер для листівки, до акторської кар'єри

Через 44 роки, у 1988, журнал «Пентгаус» опублікує сенсаційний матеріал про ніби-то знайдений еротичний фільм 1944 року за участю Монро, а експерти дійдуть висновку, що акторка на плівці «Стриптиз і пляшка кока-коли» не була Монро.
У перші місяці контракту, не отримуючи кіноролей, Монро присвятила вільний час вивченню акторської майстерності, вокалу і танців. Щоб дізнатися більше про кіноіндустрію і просувати себе, вона багато часу проводила в студії, спостерігаючи за акторками і акторами.
Контракт Монро продовжили в лютому 1947 року, невдовзі дали дві перші ролі: 9 рядків діалогу офіціантки в драмі «Небезпечні роки» (1947) і фрагментарну роль у комедії «Скудда-гу! Скудда-гей!» (1948). Записана студією в акторську групу, яка проходила навчання акторської майстерності, пізніше Монро скаже: «Це був мій перший досвід справжньої гри в справжній драмі, і він мене зачарував». Контракт Монро закінчився 1947 року і, не маючи роботи, вона позувала оголеною для фотографів та брала невеликі підробітки на студії. Того ж року здобула титул «Miss California Artichoke Queen» на щорічному фестивалі в Кастровілі.

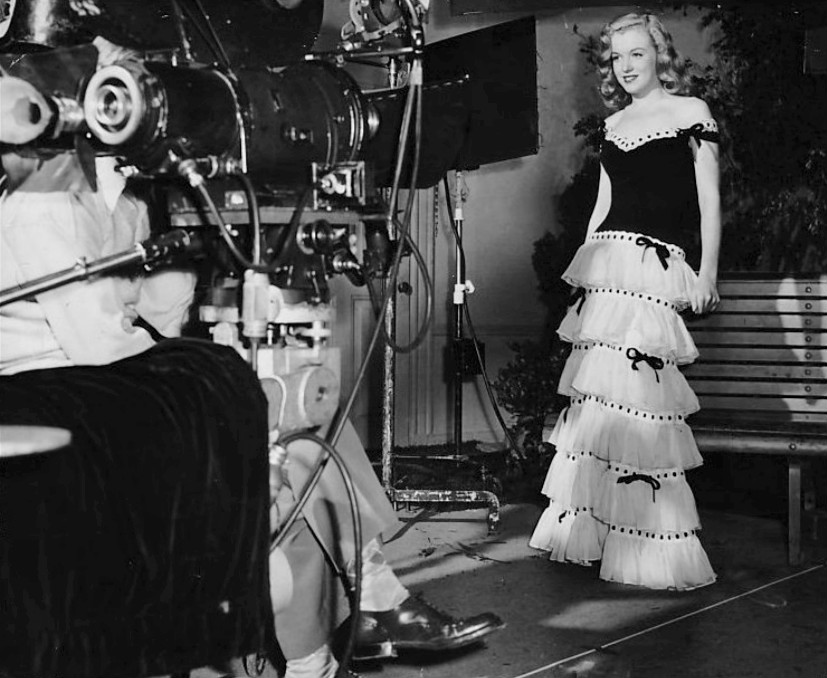
Мерилін Монро на студійній зйомці, 1947 рік

Сповнена рішучості стати видатною акторкою, Монро продовжувала навчатись в акторській групі, а в жовтні 1947 виконала невелику роль фатальної жінки у п'єсі Glamour Preferred театру Беверлі Гіллз, яку, проте, оминули увагою великі ЗМІ. Для промоушену Монро стала часто відвідувати продюсерські офіси, подружилася з журналістом Сідні Скольскі. Виконавчий директор «20 Century Fox» Джозеф М. Шенк умовив свого друга, керівника «Columbia Pictures» Гаррі Кона, підписати контракт із Монро у березні 1948 року.
Монро підняла волосся за допомогою електролізу і відбілила його сильніше, до платинового. Почала займатися з викладачкою акторської майстерності Наташею Лайтес, яка залишалася її наставницею до 1955 року. Вперше виконала головну роль у малобюджетному мюзиклі «Хористки» (1948): у цьому фільмі Монро вперше говорила і співала. Під час знімання виправляє злегка неправильний прикус. Попри головну роль і кінопроби на головну роль у мюзиклі «Народжена вчора» (1950), контракт із Монро не продовжили. Мюзикл «Хористки» вийшов у жовтні й не мав успіху.
Після відходу з «Columbia Pictures» у вересні 1948 року Монро стала протеже Джонні Гайда, віцепрезидента агентства Вільяма Морріса. Вона ставить силіконовий протез у щелепи, робить ринопластику. Виконує невелику роль у фільмі братів Маркс «Щаслива любов» (1949) та продовжує працювати моделлю (у травні 1949 року позувала оголеною для Тома Келлі). Хоча роль у «Щасливій любові» була немасштабною, після неї Монро обрана для участі в промо-турі фільму в Нью-Йорку в 1949 році.

### Прорив: 1950—1952

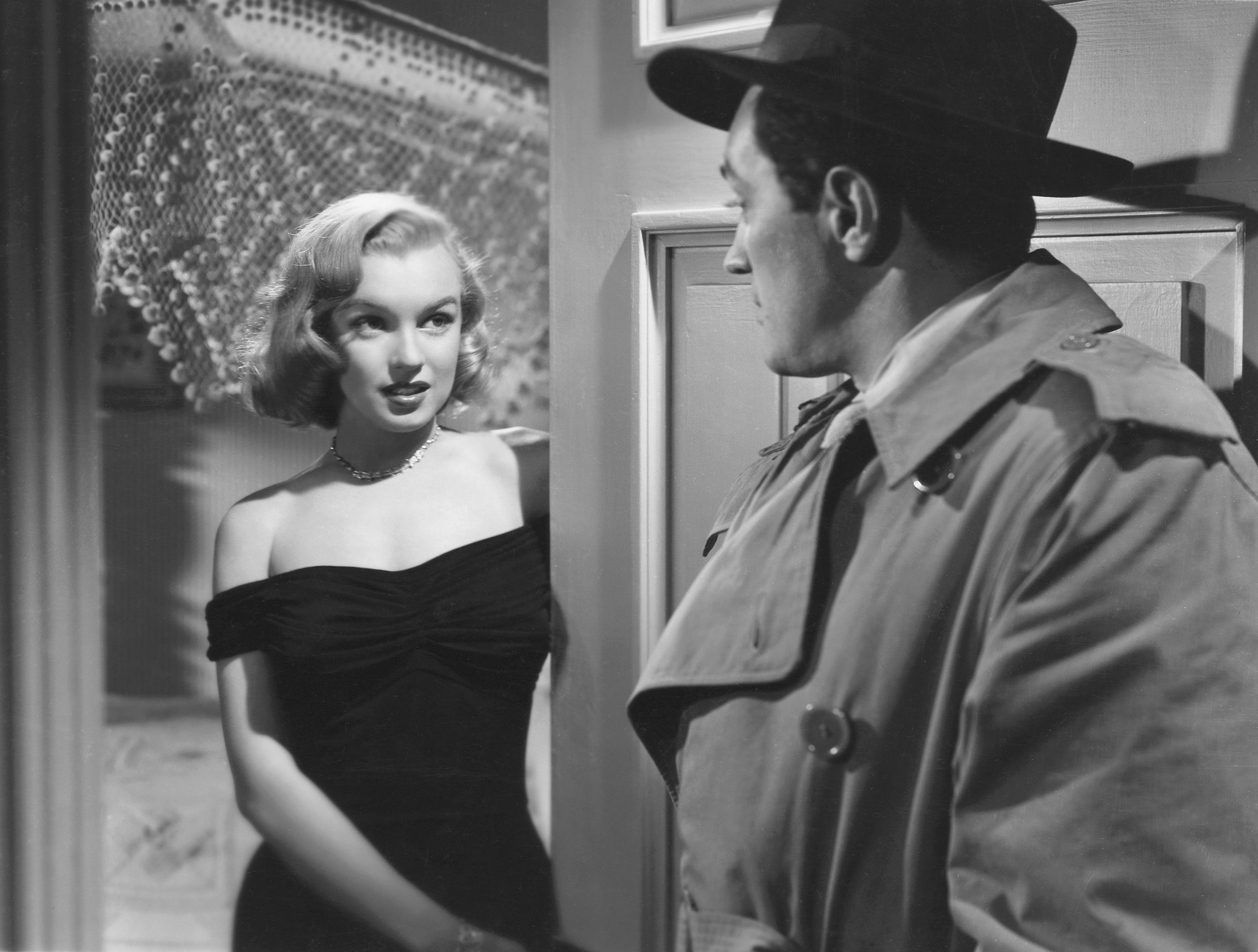
У фільмі «Асфальтові джунглі» (1950)

Протягом 1950 року Мерилін Монро зіграла в 6 фільмах: епізодично в стрічках «Щаслива любов», «Квиток у Томагавк», «Правий кросс» і «Вогняна куля», а також високо оцінених кримінальному фільмі Джона Г'юстона «Асфальтові джунглі» і драмі Джозефа Манкевича «Все про Єву». Хоча в «Асфальтових джунглях» Монро була на екрані лише впродовж 5-ти хвилин, журнал Photoplay писав: «Вона перетворилась з моделі в кіно на серйозну акторку».
Після успіху в цих фільмах Монро отримує 7-річний контракт зі студією «20 Century Fox» в грудні 1950 року. 1951 року Монро вступає до Каліфорнійського університету в Лос-Анджелесі, де вивчає літературу та мистецтво. Виконує кілька незначних ролей. У березні 1951 року веде 23-тю церемонію вручення премії «Оскар», а у вересні журнал Collier першим з національних журналів опублікував фото Мерилін Монро в повний зріст. Виконала ролі в чотирьох малобюджетниках: «У рідному місті», «Молода наскільки чуєшся», «Любовне гніздечко (фільм, 1951)» і «Давай зробимо це легально». За журналом Photoplay, у всіх чотирьох фільмах Монро була «сексуальним тлом», критики оцінили гру схвально: «Нью-Йорк Таймс» описав Монро як «відмінну» у фільмі «Молода наскільки чуєшся», Los Angeles Daily News назвав її «однією з найяскравіших висхідних зірок-акторок» у «Любовному гніздечку». Для подальшого розвитку акторської майстерності Монро бере уроки у Михайла Чехова і німецької танцівниці і мімеси Лотті Ґослар. Її популярність в аудиторії вибухла: Монро отримувала кілька тисяч листів від фанатів щотижня, армійська газета Stars and Stripes назвала її «Міс пін-ап 1951 року», показуючи вибір солдатів Корейської війни.

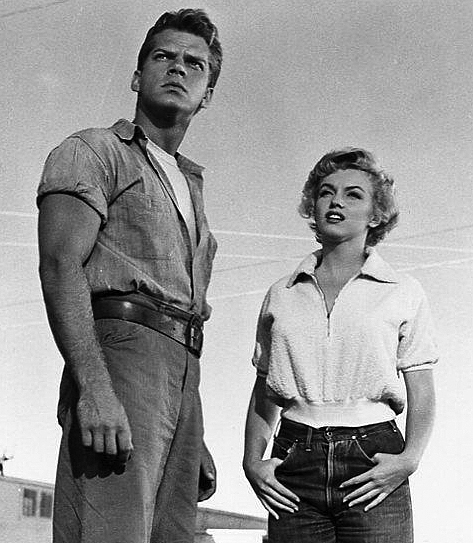
У фільмі «Сутичка вночі» (1952)

Монро стала виконувати головні ролі на другому році свого контракту з Fox. 1952 року журналістка Флорабель Мюїр назвала її «It girl», а колумністка й радіоведуча Гедда Гоппер описала «пін-ап королевою, яка виявилася грабіжницею касових зборів». В лютому Голлівудська асоціація іноземної преси назвала Монро «наймолодшою касовою акторкою».
У квітні 1952 року вийшла стаття в журналі «Лайф», присвячена Мерилін Монро, де йшлося про її важке дитинство та виховання, яка представляла її тогочасною Попелюшкою, що здійснила американську мрію. Стосунки з відставним гравцем «Нью-Йорк Янкіз» Джо Ді Маджо, одним з найвідоміших спортсменів епохи, посилили інтерес преси.
У травні 1952 року вибухнув скандал: Монро розповіла, що 1949 року позувала оголеною для фото, які тепер використовували в календарях. Інцидент міг спричинити катастрофу в її кар'єрі, тому студія і Монро вирішили говорити про це відкрито, підкреслюючи, що вона позувала оголеною тільки під час безгрошів'я. Ця стратегія забезпечила симпатію публіки й підвищений інтерес до фільмів Монро. У червні вона з'явилась на обкладинці Life.
Монро розуміла попит і свідомо виступала в ролі нового секс-символу, для чого пропрацьовувала різні піар-ходи. Так, 1952 року вона у відвертій сукні виконувала роль головнокомандувачки на параді на честь конкурсу «Міс Америка», і повідомила оглядачеві колонки пліток Ерлові Вілсону, що не носить білизни.

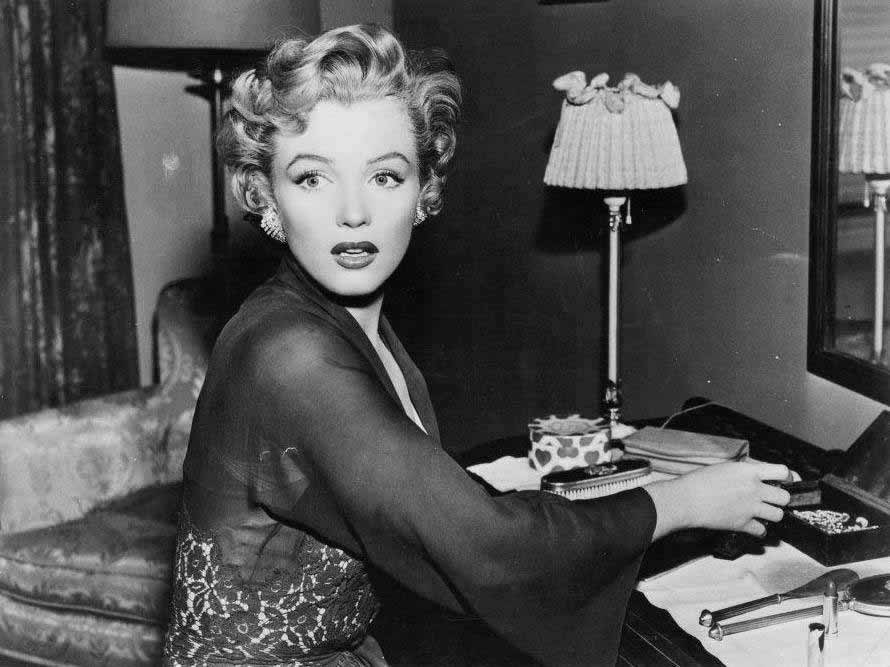
У фільмі «Можна заходити без стуку» (1952)

Попри популярність сексапільного амплуа, Монро прагнула розширити свій акторський діапазон. Влітку 1952 року вона з'явилася в двох комерційно успішних фільмах: драмі Фріца Лянґа «Сутичка вночі» (1952), за котрий отримала численні позитивні відгуки. Критики газети Hollywood Reporter заявили, що «вона заслуговує на головну роль завдяки своїй чудовій інтерпретації», а критики журналу Variety писали, що «вона має чудові зовнішність та характер, які роблять її популярною». Другим фільмом був трилер «Можна заходити без стуку», де Монро втілила героїню з психічним розладом в якості перевірки її здатності грати важчі драматичні ролі. Картина отримала змішані відгуки, деякі вважали акторку недосвідченою для ролі, а критики Variety пояснювали проблеми фільму поганим сценарієм.
Три фільми 1952 року продовжили комічне амплуа і експлуатацію сексуальної привабливості Монро. Роль конкурсантки у «Ми не одружені!», за словами сценариста Наннелле Джонсона, створили суто для того, аби «показати Мерилін у двох купальниках». У комедії Говарда Гоукса «Мавпяча праця» з Кері Грантом Монро зіграла секретарку, «інфантильну блондинку, яка не підозрює про хаос навколо неї, викликаний її сексуальністю». Виконала невелику роль повії у «Вождь червоношкірих та інші...» (1952).
З розвитком кар'єри Монро починає відстоювати власні погляди на зйомку, що породжує конфлікти з режисерами. Перфекціоністка Монро вимагала повторних знімання сцени, поки не залишалась задоволена своєю грою. Крім того, Монро не подобалась відсутність контролю над власною роботою на знімальних майданчиках, чого з нею раніше не траплялось, навіть під час фотосесій, де можна було вести себе вільно, замість сліпого дотримання сценарію. Зв'язок Монро з наставницями, спочатку з Наташею Лайтес, а пізніше з Паулою Страсберг, теж відчутно дратував режисерів. В результаті стресу, конфліктів та розладу сну Монро часто спізнювалася або не з'являлася на зйомки, забувала репліки.
Щоб подолати тривожність та хронічне безсоння, Монро почала приймати барбітурати, амфетаміни та алкоголь, що посилило проблеми, хоча вона не мала сильної залежності до 1956 року. За словами Сари Черчвелл, знаменита конфліктна поведінка Монро, особливо в пізній період її кар'єри, була відповіддю на поблажливість і сексизм її колег і режисерів-чоловіків. Подібної думки і Лоїс Банер, яка доводить, що над Монро знущалися багато її режисерів.

### Висхідна зірка: 1953

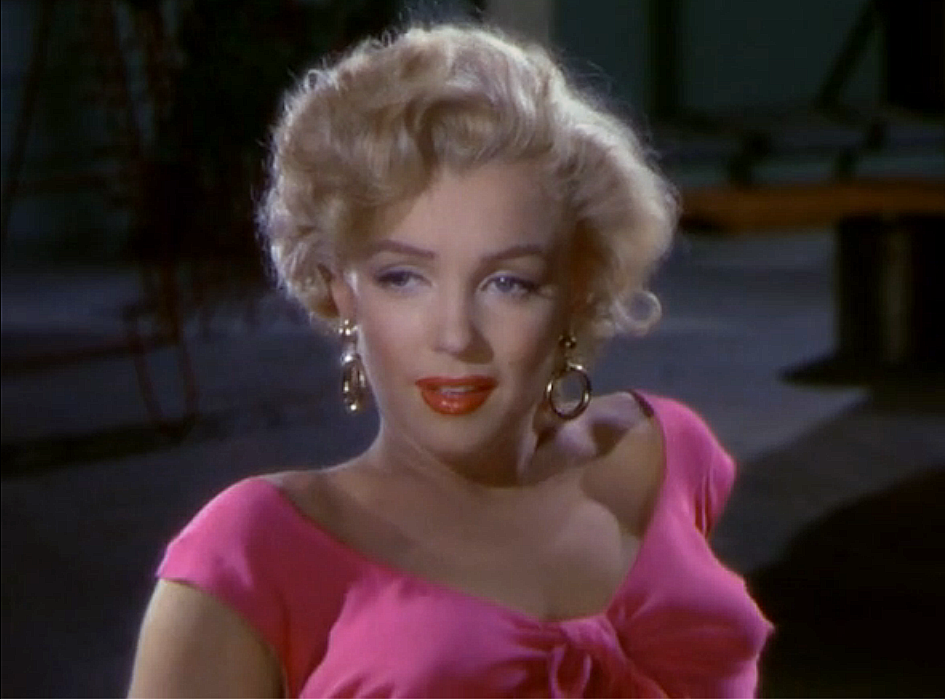
У фільмі «Ніагара (фільм, 1953)» (1953)

Монро знялася в трьох фільмах, що вийшли 1953 року, ставши однією з найрентабельніших голлівудських виконавиць. Першою була стрічка-нуар «Ніагара» (1953), де Монро втілила фатальну жінку, що задумує вбивство чоловіка (Джозеф Коттен). До того часу Монро зі своїм візажистом Алланом «Вайті» Снайдером розробила макіяж, який став її візитівкою: темні стрілчасті брови, бліда шкіра і блискуча червона помада. За словами Сари Черчвелл, фільм «Ніагара» був одним з найвідвертіших сексуальних фільмів у кар'єрі Монро через сцени, де її тіло прикривало лише простирадло або рушник, що шокувало тогочасну авдиторію. Найвідоміша сцена Монро в цьому фільмі, широко використовувана в маркетингу — 30-секундний загальний план позаду неї, яка спокусливо йде.
У січні, коли фільм вийшов на екрани, жіночі клуби протестували, вважаючи фільм аморальним, але він зібрав у прокаті 6 млн доларів. У той час як критики Variety назвали стрічку «клішованою» і «хворобливою», New York Times писала: «Водоспади і міс Монро — це те, на що варто подивитися», і описували Монро «спокусливою». Монро продовжувала привертати увагу відвертим вбранням у рекламних заходах, а в січні 1953 року здобула премію журналу Photoplay як «зірка, яка найшвидше сходить». На церемонію нагородження вона вдягла облягаючу сукню з ламе золотого кольору, через яку Джоан Кроуфорд описала пресі її поведінку як «таку, що не личить акторці та леді». Фільмом «Ніагара» Монро досягла статусу секс-символа.

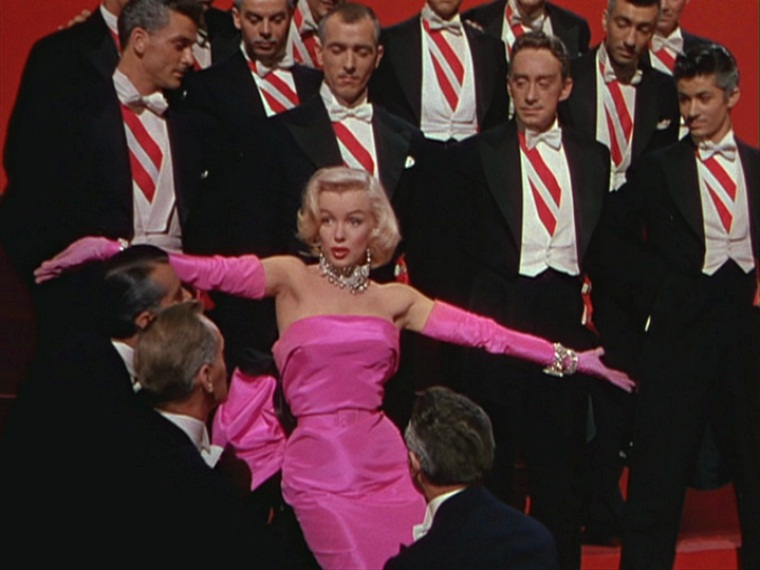
У фільмі «Джентльмени віддають перевагу білявкам» (1953)

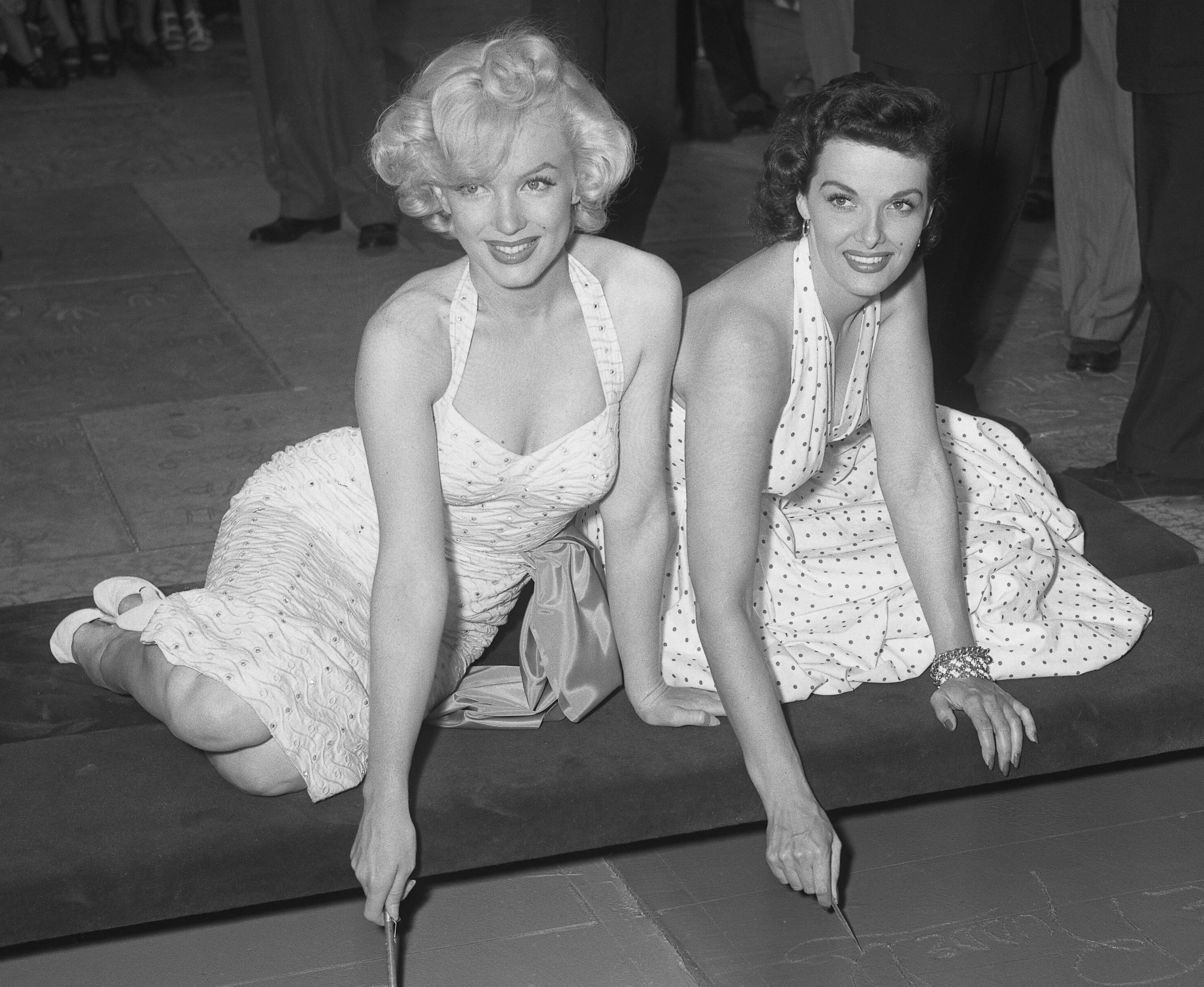
Монро і Джейн Расселл залишають відбитки біля Китайського театру TCL, 1953 рік

Незабаром вийшла її друга робота, сатирична музична комедія «Джентльмени віддають перевагу білявкам», заснована на однойменному бестселері Аніти Лус і його бродвейській версії про двох співачок, Лорелей (Монро) і Дороті Шоу (Джейн Расселл), які вирушають гастролювати до Парижа. Лорелей мала спочатку грати Бетті Грейбл, найпопулярніша блондинка 20th Century-Fox 1940-х, але Монро надали перевагу як зірці, яка могла б сподобатися і чоловічій, і жіночій аудиторії. В червні, у рамках рекламної кампанії фільму, Монро і Рассел залишили відбитки своїх рук і ніг на бетоні біля Китайського театру TCL. Фільм став одним з найкасовіших успіхів року, зібравши 5,3 млн доларів, понад удвічі більше витрат на виробництво. New York Times і Variety позитивно відгукнулися про Монро, особливо відзначивши її виконання пісні Діаманти — це найкращі друзі дівчини; за Variety, акторка продемонструвала здатність сексуально співати, а також вміння оживити сцену своєю присутністю.

Мерилін Монро, Бетті Грейбл і Лорен Беколл у фільмі «Як вийти заміж за мільйонера» (1953)

У вересні Монро дебютувала на телебаченні в програмі «The Jack Benny Program», в епізоді «Подорож до Гонолулу». Потім з Бетті Ґрейбл і Лорен Беколл знялася у фільмі «Як вийти заміж за мільйонера», що вийшов у листопаді 1953-го, зігравши наївну модель, яка об'єднується з подругами в пошуках багатіїв. Це був другий фільм у широкоекранному форматі cinemascope, яким «20 Century Fox» сподівалася залучити аудиторію назад в кінотеатри, оскільки телебачення почало спричиняти збитки кіностудіям. Попри змішані відгуки, фільм був найкасовішим успіхом Монро за весь час, зібравши $8 млн доларів у світовому прокаті. Монро увійшла в щорічний «топ 10 зірок, які приносять найбільші касові збори» 1953 та 1954 року, і за словами історика Fox Обрі Соломона, стала головним надбанням студії разом з CinemaScope.
У грудні 1953 року Мерилін Монро з'явилася на обкладинці першого номера журналу Playboy (фото під час параду на честь конкурсу «Міс Америка» 1952 року), а також розвороті першого номера (одне з оголених фото 1949 року), що затвердило позицію Монро як головного секс-символу.

### Конфлікт з«20th Century-Fox»і власна кіностудія: 1954—1955
Хоча Монро стала однією з найбільших зірок «20 Century Fox», пункти її контракту не змінювалися від 1950 року. Їй платили значно менше, ніж іншим зіркам її рангу, до того ж, акторка не могла сама вибрати проєкт чи колег, з якими хотіла б працювати. Монро втомилася від типового блонд-образу, але на шляху до її спроб зніматися в інших фільмах, крім комедій і мюзиклів, стояв Занук, який мав сильну особисту неприязнь до неї й уважав, що вона зароблятиме для студії більше грошей, знімаючись у комедіях. Коли Монро відмовилася зніматися в черговій музичній комедії, екранізації п'єси «Дівчинка в рожевих колготках» з Френком Сінатрою, студія припинила її контракт 4 січня 1954 року.

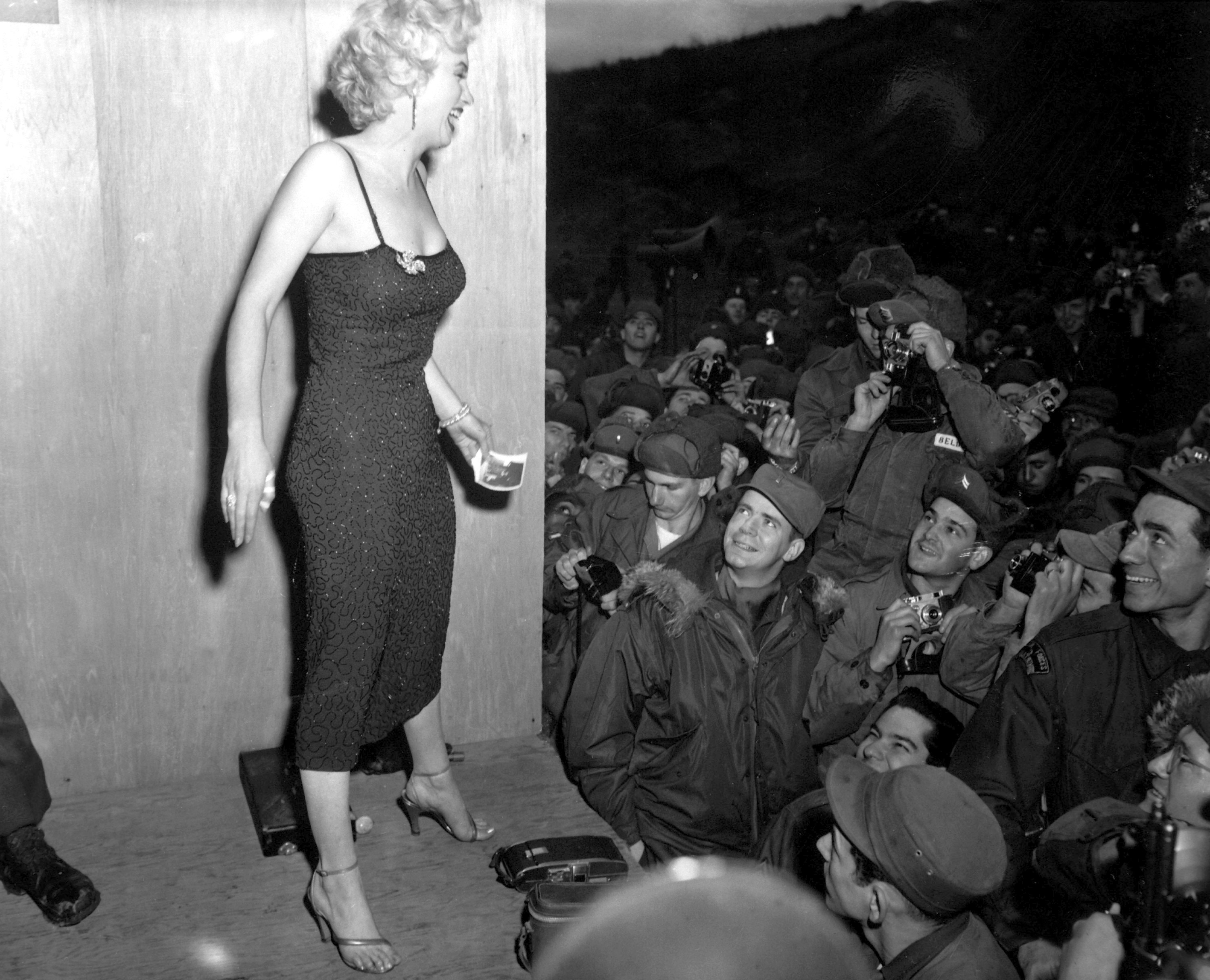
Виступ на шоу для у лютому 1954 року

Конфлікт був на перших шпальтах газет, і Монро відразу ж почала рекламну компанію, аби протистояти негативним висловлюванням преси та зміцнити свою позицію в конфлікті. 14 січня 1954 року вона одружилася з Джо Ді Маджо, стосунки з яким були предметом постійної уваги ЗМІ від 1952 року. Потім вирушила до Японії, поєднуючи медовий місяць з діловою поїздкою чоловіка. З Японії Монро подорожувала соло Кореєю, де виконала пісні зі своїх фільмів у рамках чотириденних шоу для Об'єднаних організацій обслуговування для понад 60 тис. американських морських піхотинців. В лютому, повернувшись у Голлівуд, здобула спеціальний приз Photoplay: «найпопулярніша зірка серед жінок». У березні Монро добилася угоди зі студією, до якої увійшов новий контракт, підписаний пізніше того ж року, де вона отримувала головну роль у кіноверсії бродвейського спектаклю «Сверблячка сьомого року», та додаткову оплату за цю роль у розмірі 100 тис. доларів.
Наступною роботою Монро став вестерн Отто Премінґера «Річка, що не тече назад», в якому вона почала зніматися до призупинення її контракту з Робертом Мітчемом. Монро назвала стрічку «третьосортним ковбойським фільмом», хоча вона була популярною. Першим фільмом, у якому вона знялася після повернення в «20 Century Fox», був мюзикл «Найкращий бізнес — шоу-бізнес»: Монро категорично відмовлялася зніматися, але студія наполягла на ньому в обмін на відмову від знімання у «Дівчинці в рожевих колготках». Мюзикл не мав успіху, а виконання Монро багато критиків вважали вульгарним.
У вересні 1954 року Монро почала роботу в комедії Біллі Вайлдера «Сверблячка сьомого року» з Томом Юеллом, втіливши жінку, яка стає об'єктом сексуальних фантазій свого одруженого сусіда. Хоча фільм знімали в Голлівуді, студія вирішила заздалегідь створити рекламу, влаштувавши знімання однієї зі сцен на Лексінґтон-Авеню в Нью-Йорку. Там Монро стояла на решітці над метро і повітря піднімало вгору поділ її білої сукні. Ця сцена стала однією з найвідоміших у кар'єрі Монро. Знімання тривали кілька годин і принадили близько 2000 осіб натовпу, зокрема професійних фотографів. Рекламний трюк Монро потрапив на передові шпальти міжнародних видань, але поклав кінець шлюбу з ревнивим Ді Маджо. «Сверблячка сьомого року» вийшла в червні наступного року і зібрала понад 4,5 мільйонів доларів у прокаті, ставши одним з найбільших комерційних успіхів року.

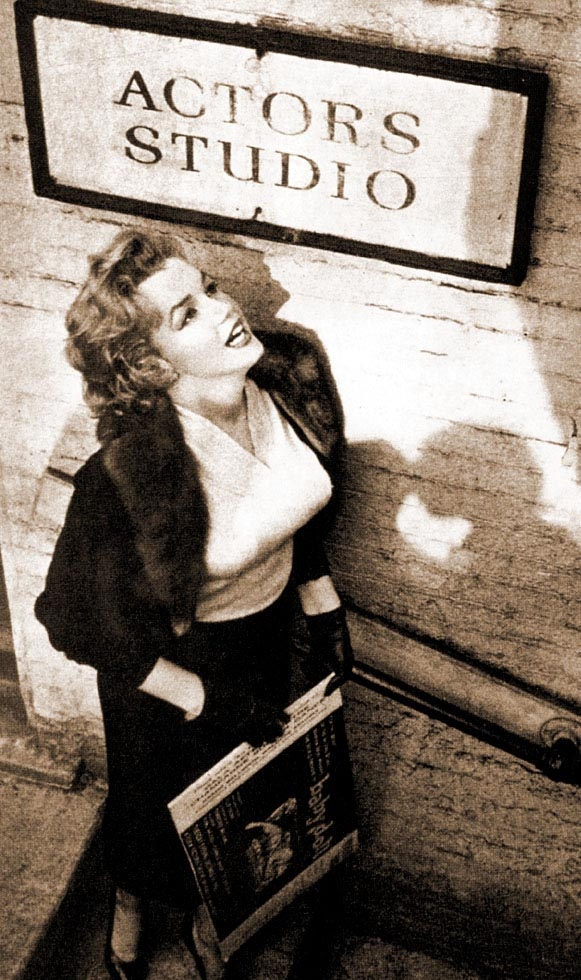
Монро в акторській студії Лі Страсберга, 1955 рік

Після знімання у цьому фільмі Монро почала нову боротьбу за свою кар'єру і покинула Голлівуд, виїхавши на східне узбережжя, де з фотографом Мілтоном Ґріном заснувала власну продюсерську компанію «Мерилін Монро Продакшнс» (MMP), у якій була президентом і власницею контрольного пакету акцій, — дія, яку згодом назвали «інструментальною» в процесі розпаду студійної системи. Оголошуючи про заснування компанії на прес-конференції в січні 1955 року, Монро заявила, що вона втомилася від одних і тих же сексуальних ролей: «Я хочу робити кращі речі. У людей є межі, і ви знаєте про це». Вона стверджувала, що більше не пов'язана контрактом з «20 Century Fox», оскільки студія не виконала своїх зобов'язань, наприклад, не виплатила їй обіцяний бонус за фільм «Сверблячка сьомого року». Це почало тривалу юридичну битву між Монро і студією. Боротьбу Монро значною мірою висміяла преса, а автор «Сверблячки сьомого року» Джордж Аксельрод спародіював її у своїй п'єсі 1955 року «Чи зіпсує успіх Рока Гантера?» (1955).
1955 рік Монро присвятила вивченню свого ремесла. Вона переїхала в Нью-Йорк і почала брати уроки акторської майстерності у британської акторки Констанс Колльєр і відвідувати семінари з Method acting в Акторській студії, керівником якої був Лі Страсберг, іноді нотуючи навчання:
|  | Страсберг змушує мене почуватись погано, кажучи, що я діяла зі страху... Ти повинна почати робити речі з позиції сили, а не зі страху... не шукаючи сили, шукаючи лише технічні засоби і способи. Оригінальний текст (англ.) Strasberg makes me feel badly [that I was acting out of "fear"]... You must start to do things out of strength... by not looking for strength, but only looking and seeking technical ways and means. |

Монро зблизилася зі Лі Страсбергом і його дружиною Паулою, брала приватні уроки в них вдома через сором'язливість і практично увійшла в родину. Монро змінила свою викладачку драми, Наташу Лайтес, на Паулу Страсберг, яка справляла на акторку істотний вплив до кінця її кар'єри. Також Монро почала курс психоаналізу за рекомендацією Лі, який вважав, що актор має протистояти емоційним травмам і використовувати їх у своїх виступах.
ФБР завело справу на Мерилін Монро через стосунки з Міллером, що був під наглядом ФБР за звинуваченнями в комунізмі. Студія побоювалася, що Монро занесуть у «чорний список», і закликала її припинити взаємини. Попри ризик для кар'єри, Монро відмовилася, пізніше назвавши керівників студії «вродженими боягузами».
До кінця року Монро і «20 Century Fox» прийшли до угоди про новий семирічний контракт. «Мерилін Монро Продакшнс» не могла самостійно фінансувати фільми, а Fox потребувала Монро. Контракт вимагав від неї знятися принаймні в 4 фільмах для «20 Century Fox» упродовж 7 років, за що зобов'язалася платити Монро 100 тис. доларів за кожен фільм і надала їй право обирати собі проєкти, режисерів і кінематографістів, а також право на один фільм з MMP після кожного завершеного фільму з «Fox».

### Визнання критики: 1956—1959
1956 рік Монро почала з оголошення про свою перемогу над «20 Century Fox». Преса, яка раніше висміювала її, тепер прихильно писала про її рішення боротися зі студією. Time назвав її «спритною бізнесвумен», а Look передбачив, що ця перемога буде прикладом тріумфу особистості на багато років уперед. У березні акторка офіційно змінила ім'я на Мерилін Монро. Її стосунки та шлюб з Міллером засуджувала і висміювала преса. Через перехід у юдаїзм всі її фільми у Єгипті заборонили.

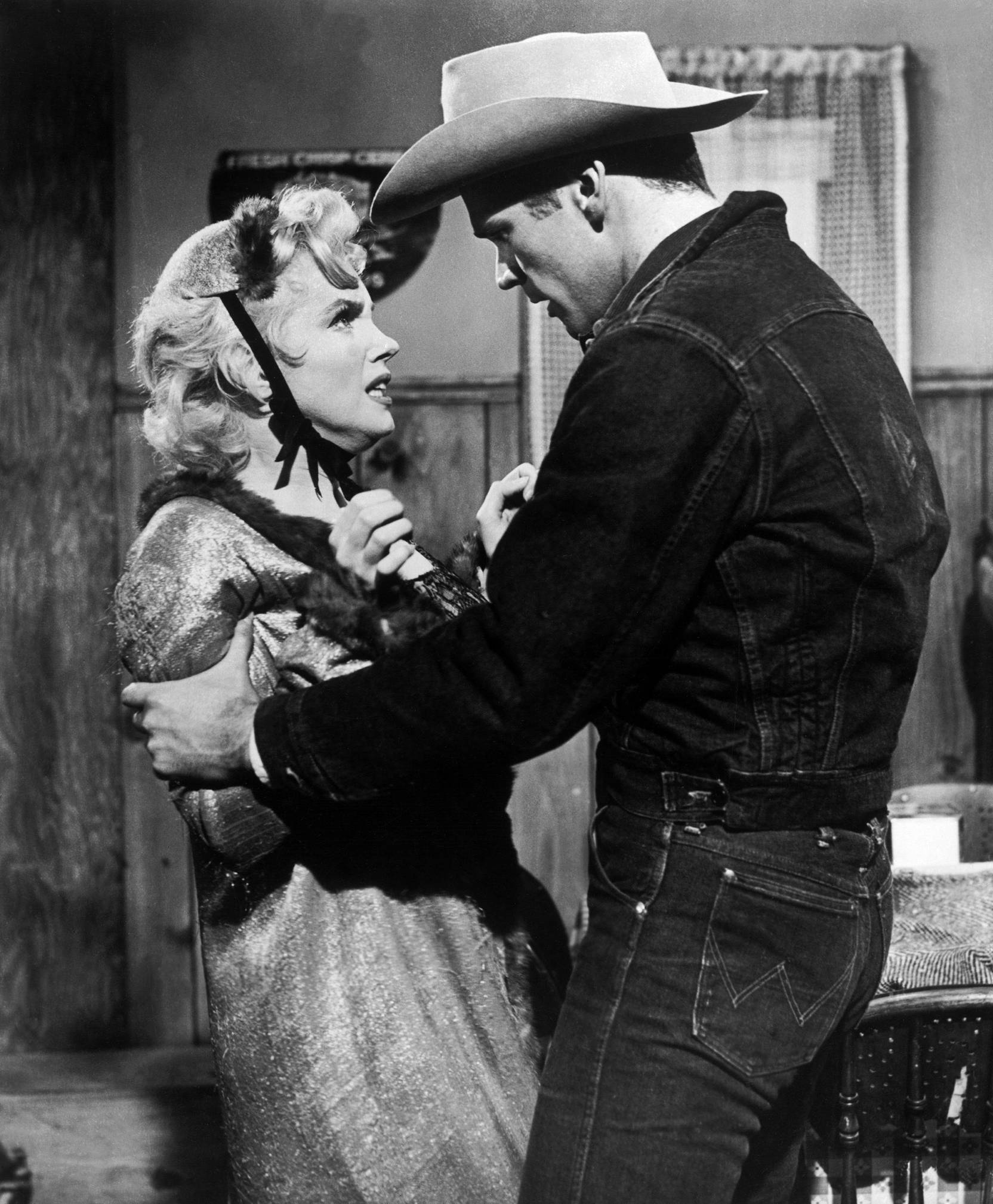
У фільмі «Автобусна зупинка» (1956)

Першим фільмом, у якому Монро знялася за новим контрактом, стала драма «Автобусна зупинка», що вийшла у серпні 1956 року. Щоб втілити салонну співачку Шері, чиї мрії про славу ускладнює наївний ковбой, який закохується в неї, Монро вивчила озаркський акцент і вибрала костюми та макіяж, позбавлені гламуру її ранніх фільмів, навмисно посередньо виконала спів і танці. Бродвейський режисер Джошуа Логан погодився працювати з нею попри початкові сумніви в її майстерності та чутки про її вимогливість на зйомках. Знімання відбувались в Айдахо і Аризоні на початку 1956 року. Монро технічно числилась на посаді керівниці MMP, а Логан змушений був пристосовуватися до її запізнень і перфекціонізму.
Цей досвід змінив думку Логана про Монро. Пізніше він порівняв її з Чарлі Чапліном в умінні змішувати комедію і трагедію. «Автобусна зупинка» стала касовим успіхом, зібравши 4,25 млн доларів і переважно позитивні відгуки. The Saturday Review of Literature писав, що гра Монро розвіює раз і назавжди думку, що вона просто гламурна особистість. Як казав Бослі Краузер: «Тримайтеся за свої стільці, панове, і ось вам підступна несподіванка. Мерилін Монро зрештою довела, що вона акторка». За роль в «Автобусній зупинці» Монро номінована на премію «Золотий глобус» у категорії «Найкраща жіноча роль — комедія або мюзикл».

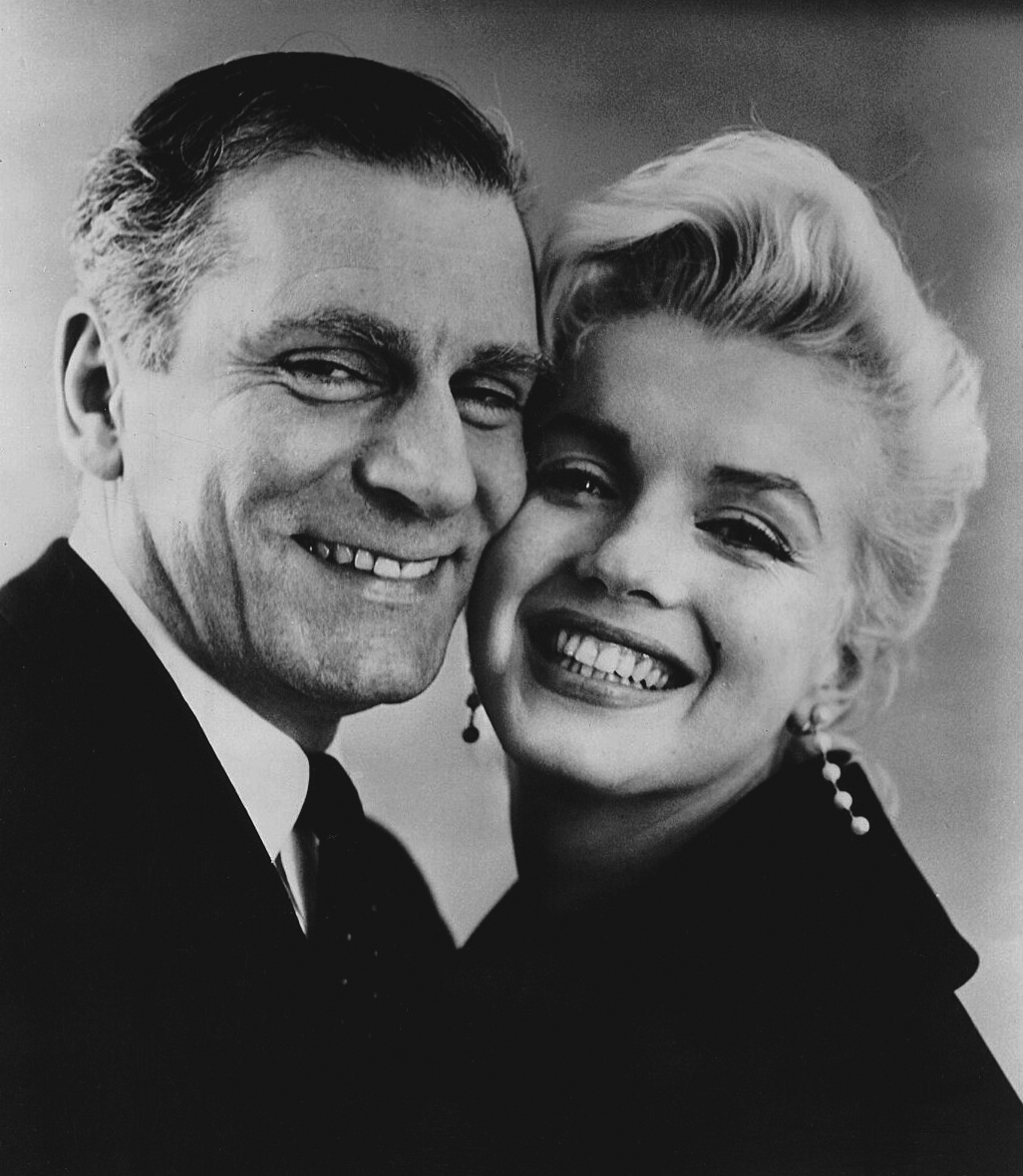
З Лоуренсом Олів'є на пресконференції фільму «Принц і танцівниця» (1957)

У серпні 1956 року Монро почала зніматися в перших фільмах самостійного виробництва власної кіностудії MMP. «Принц і танцівниця» знімався на студії Pinewood в Англії і ґрунтувався на п'єсі Теренса Реттігена «Сплячий принц» про стосунки акторки і принца у 1910-х, першими виконавцями головних ролей на сцені були Вів'єн Лі і Лоуренс Олів'є. Монро запросила Лоуренса виконати чоловічу роль і в фільмі, а також режисувати і співпродюсувати картину. Проте знімання ускладнили його конфлікти з Монро, які він почав фразою: «Все, що вам потрібно робити, це бути сексуальною», розлютивши кінозірку. Йому також не подобалась постійна присутність на знімальному майданчику викладачки Монро з акторської майстерності Паули Страсберг. У відповідь на зверхню поведінку Олів'є Монро почала з'являтися пізно і стала неконструктивною, сказавши пізніше: «Якщо ви не поважаєте ваших артистів, то вони не можуть добре працювати». Її залежність від речовин загострилася. За біографом Спото, Монро завагітніла і пережила викидень під час зйомок. Паралельно Грін конфліктував з Монро на тему того, як керувати MMP, зокрема чи має Міллер приєднатися до компанії. Попри все, фільм завершили за графіком до кінця року. Він вийшов у червні 1957-го, отримав змішані відгуки і не був популярним в американської аудиторії, натомість у Європі Мерилін Монро удостоїли вищої італійської кінопремії «Давид ді Донателло», премії «Crystal Star Award» і номінували на премію BAFTA.
Під час 18-місячної перерви на родину та лікування Монро посварилася з Гріном і викупила свою частку в компанії MMP, оскільки розбіжності врегулювати не вдалося, і Монро почала підозрювати, що Грін крав гроші у компанії.

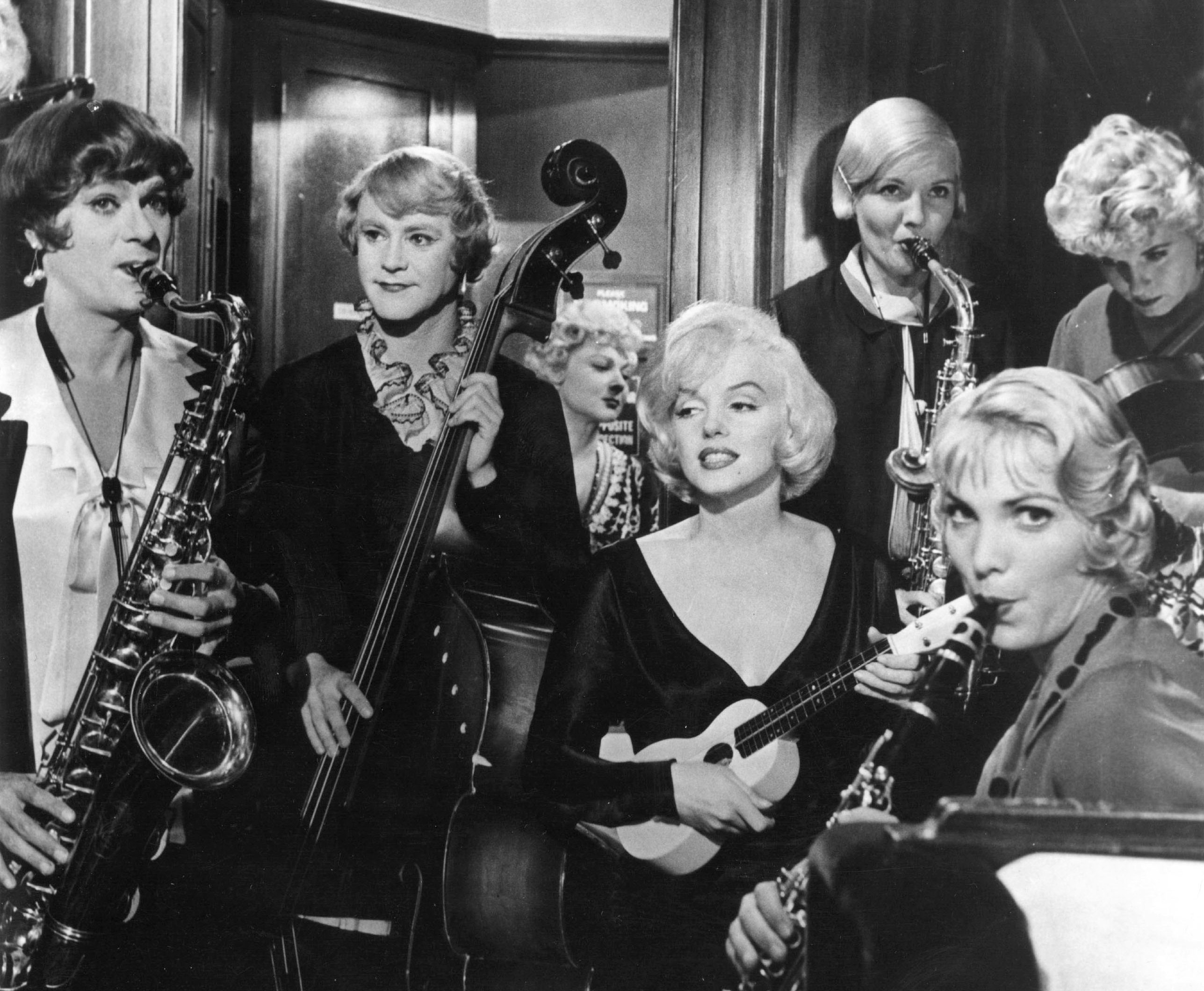
Мерилін Монро, Тоні Кертіс і Джек Леммон під час знімання фільму «У джазі тільки дівчата» (1959)

В липні 1958 року Монро повернулася до Голлівуду для знімання у комедії Біллі Вайлдера «У джазі тільки дівчата» (1959) з Джеком Леммоном і Тоні Кертісом. Хоча це була чергова роль дурненької білявки, Монро погодилася через заохочування Міллера і пропозицію 10 % від прибутку фільму на додачу до стандартної оплати. Труднощі під час знімання картини стали «легендарними», витікаючи з конфлікту через образ героїні в уявленні Монро і Вайлдера, який мав важку репутацію. Монро вимагала у Вайлдера змінити багато з її сцен, що, в свою чергу, погіршило справу з репліками, і, як припускають, навмисно зіпсувала кілька сцен, аби грати їх по-своєму: вимагала десятки дублів, забувала свої репліки. Монро врешті порівняла знімання з кораблем, що тоне, прокоментувавши: «Але чому я повинна турбуватися — я не маю фалічного символу, щоб його втрачати».
Зрештою, гра Монро задовольнила Вайлдера, який заявив: «Кожен може запам'ятати рядки, але лише справжній митець може прийти на зйомки, не пам'ятаючи власних рядків, і грати, як це робила вона». Фільм мав приголомшливий успіх: номінований на шість «Оскарів», а Монро удостоїлась «Золотого глобуса» у номінації Найкраща жіноча роль (комедія або мюзикл). Журнал Variety назвав її «комедіанткою з поєднанням сексапільності і ритму, яке просто неможливо перевершити». За опитуваннями Американського інституту кіномистецтва і Sight & Sound стрічку визнано одним з найкращих фільмів усіх часів.

### Завершення кар'єри: 1960—1962

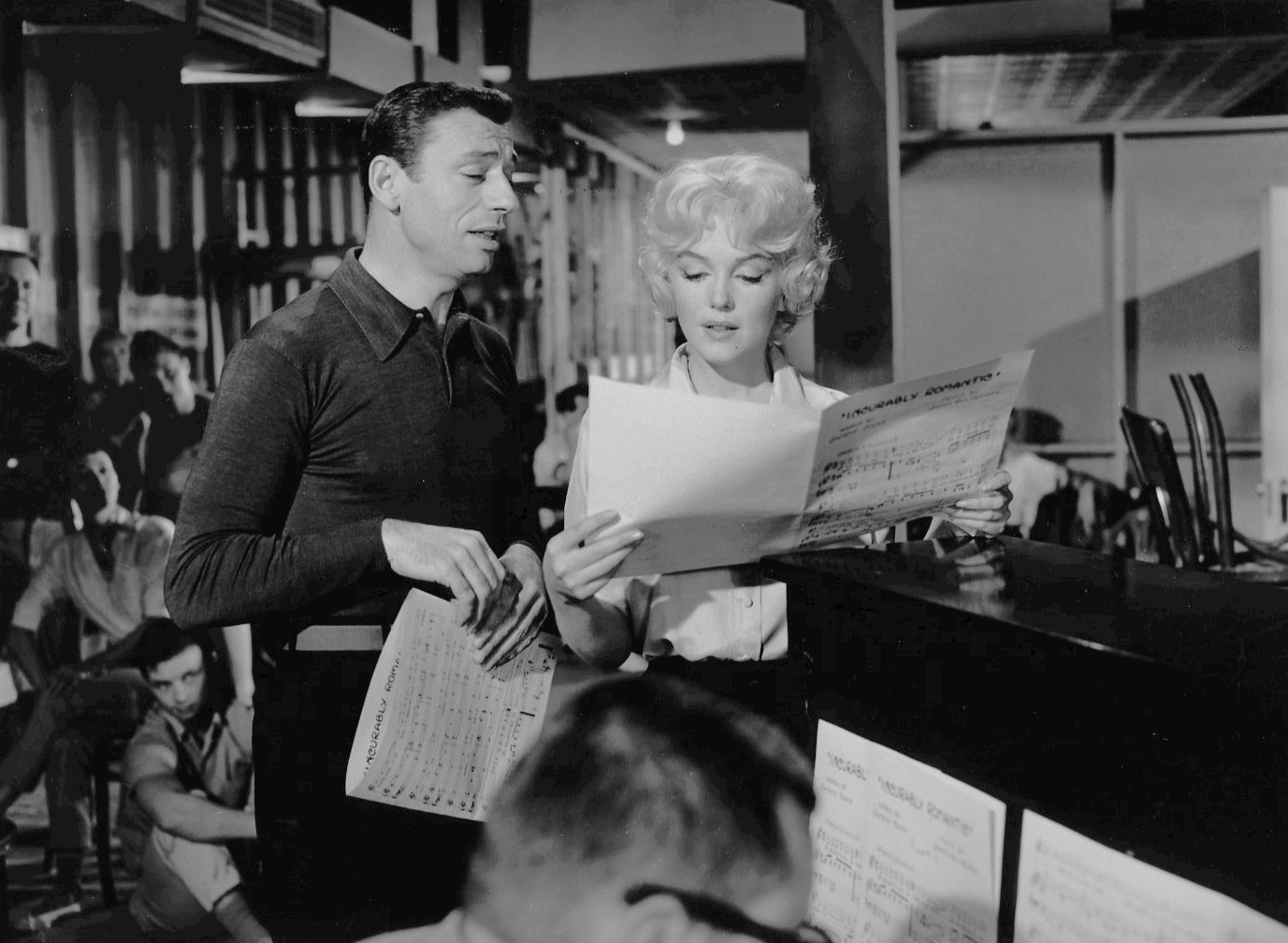
З Івом Монтаном у музичній комедії «Займемося коханням» (1960)

Після фільму «В джазі тільки дівчата» Монро взяла перерву до кінця 1959 року. Тоді повернулася в Голлівуд (лише тому, що за контрактом з «20 Century Fox» відставала від графіку, знявшись в одному з чотирьох обіцяних фільмів) у музичній комедії «Займемося коханням» про акторку і мільйонера. Вона вибрала режисера Джорджа К'юкора і попросила Артура Міллера переписати слабку частину сценарію. Знімання відкладалися через почастілі запізнення і зникнення Монро. Стосунки з партнером по фільму Івом Монтаном широко висвітлювали в пресі і використовували в рекламній кампанії. Картина вийшла у вересні 1960 року і була невдалою. Бослі Краузер описав Монро як «неохайну» і сказав, що їй бракує старого динамізму, а Гедда Гоппер назвала фільм «найвульгарнішою картиною, в якій вона брала участь».
Трумен Капоте наполягав, щоб Монро зіграла Голлі Голайтлі в фільмі-адаптації «Сніданок у Тіффані», але роль отримала Одрі Гепберн, оскільки продюсери побоювалися, що Монро ускладнить зйомки.
Останнім фільмом Мерилін Монро стала драма Джона Г'юстона «Неприкаяні» (1961), сценарій для якої написав Артур Міллер з драматичною роллю для неї. Монро грала Розлін Тейбер, розлучену жінку, що товаришує з трьома ковбоями (Кларк Гейбл, Елай Воллак і Монтгомері Кліфт). Знімання проходили в пустелі Невада з липня по листопад 1960 року і були дуже важкими. Монро була невдоволена тим, що Міллер, шлюб з яким розпадався, частково заснував сценарій на її житті, а її роль поступалася чоловічим. До всього, Монро мусила боротися зі звичкою Міллера переписувати сцени в ніч перед початком зйомок. Її здоров'я серйозно підірвав біль від каменів у жовчному міхурі; її залежність розвинулась так, що макіяж наносили, поки вона ще спала під впливом барбітуратів. У серпні знімання зупинили для тижневої детоксикації Монро у лікарні Лос-Анджелеса. Попри проблеми, Г'юстон заявив: «Коли Монро грала Розлін, вона не придумувала емоції. Це була реальна річ. Бувало, вона йшла глибоко в себе, знаходила це всередині і виносила на поверхню».

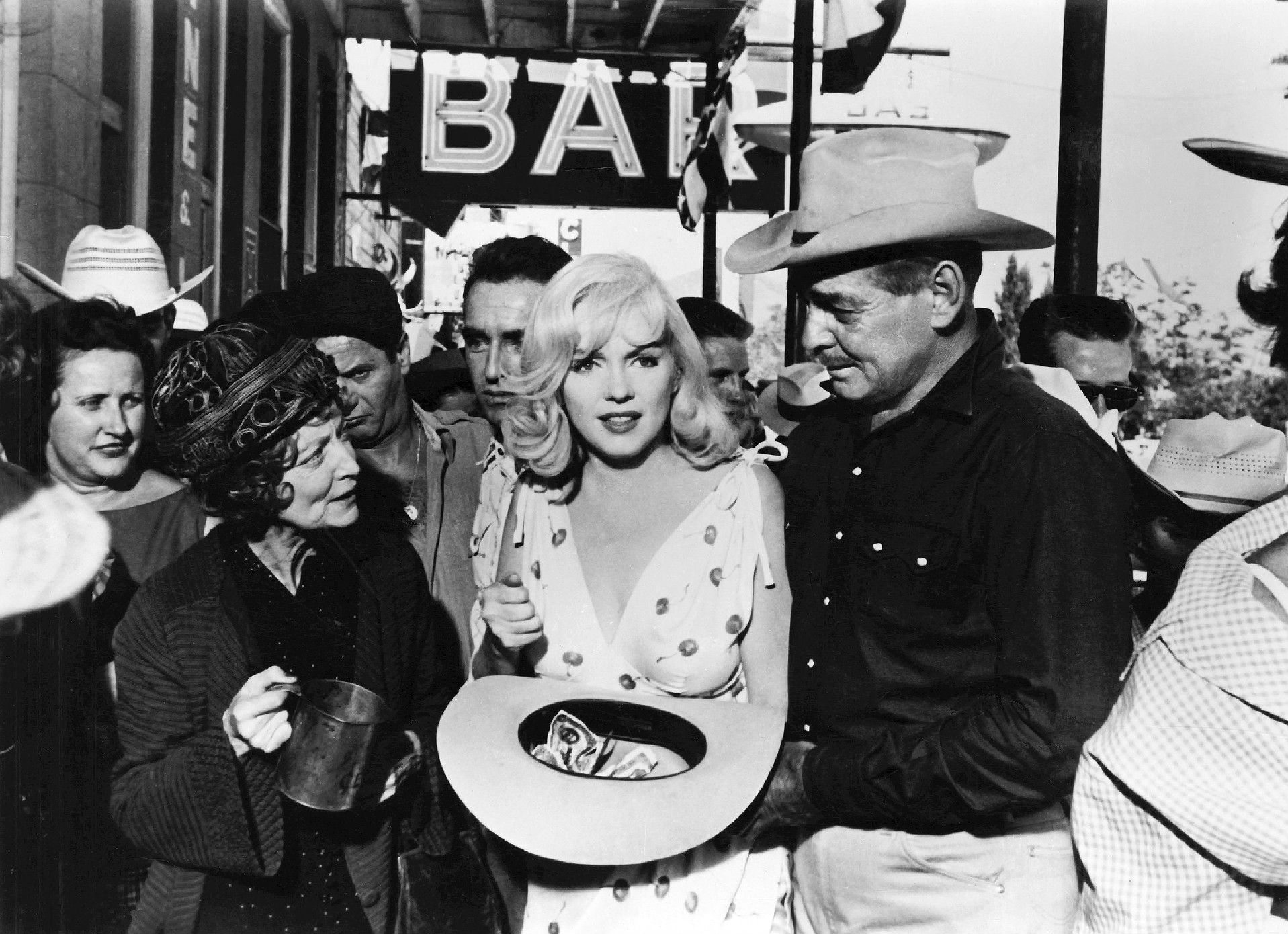
З Кларком Гейблом, Монтгомері Кліфтом, Елаєм Воллаком і Естель Вінвуд у своєму останньому фільмі «Неприкаяні» (1962)

Фільм «Неприкаяні» вийшов наступного місяця, але провалився в прокаті: відгуки були змішані, журнал Variety скаржився, що фільм має переривчастий характер розвитку, а Бослі Краузер назвав Монро «абсолютно порожньою і незрозумілою», заявивши: «На жаль для структури фільму все обертається навколо неї». Позитивніші відгуки критики і кінознавства картина отримала лише в XXI столітті. Джефф Ендрю з британського інституту кіно назвав фільм класичним. Г'юстонський дослідник Тоні Трейсі назвав гру Монро «найбільш зрілою інтерпретацією в її кар'єрі». Джеффрі Макнаб з журналу Індепендент відзначив Монро як «екстраординарну» в зображенні «сили емпатії» Розлін.

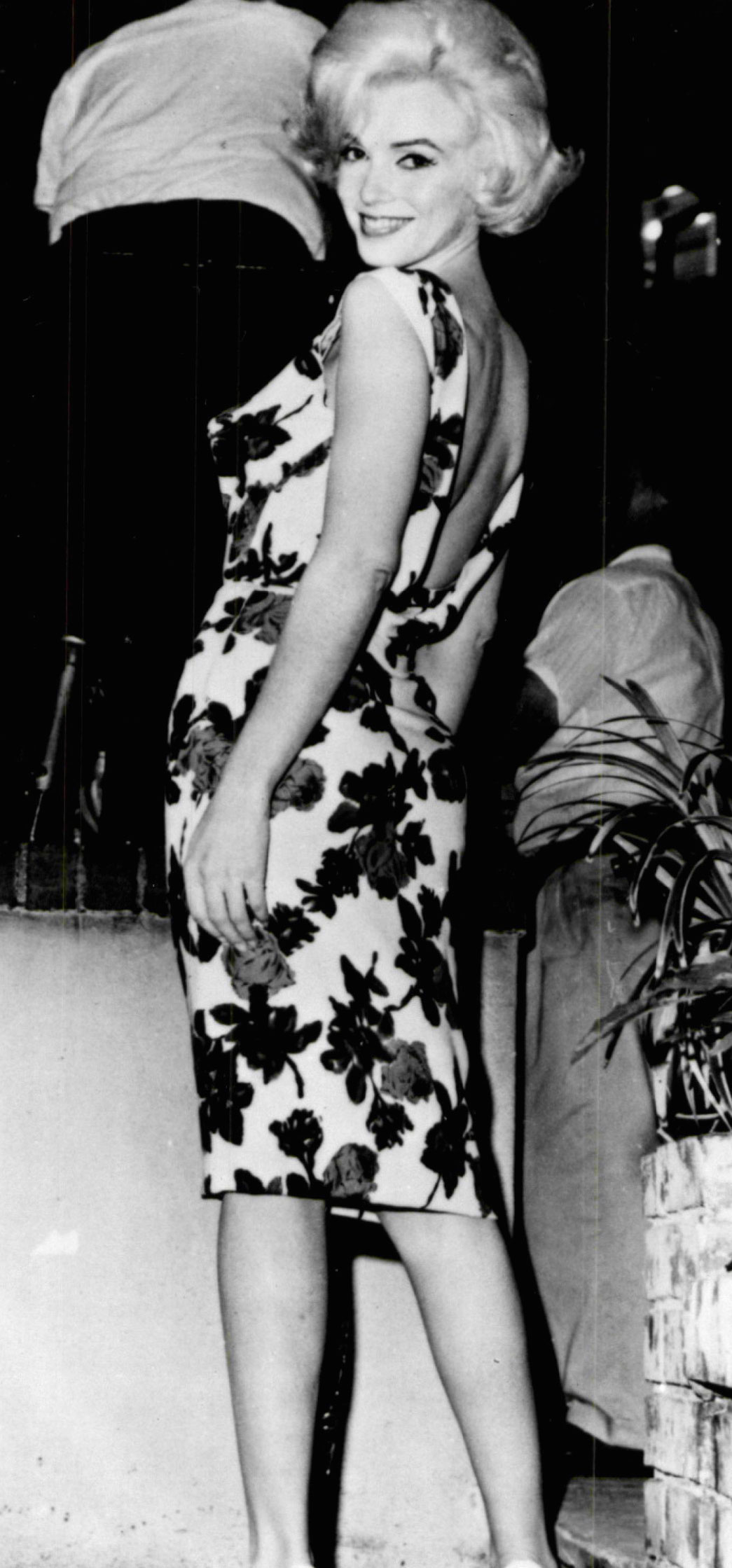
Під час знімання фільму «Щось повинно трапитися» (1962)

Монро планувала зніматися в телеекранізації п'єси Сомерсета Моема «Дощ» на каналі NBC, але проєкт провалився, оскільки телеканал не схвалив її вибір режисера Лі Страсберга. Тож натомість вона присвятила першу половину 1961 року вирішенню проблем зі здоров'ям.
Повернула увагу громадськості навесні 1962 року, отримавши «Золотий глобус» і взявшись до знімання нового фільму для «20 Century Fox» «Щось має трапитися» (1962), римейку стрічки «Моя кохана дружина» (1940). Його співпродюсеркою мала стати студія MMP, режисував Джордж К'юкор, а партнерами були Дін Мартін і акторка Сід Чарісс. За кілька днів до початку знімання у Монро почався гайморит. Попри медичні рекомендації перенести зйомки, студія почала їх за планом, наприкінці квітня. Монро була надто хвора, щоб працювати в найближчі 6 тижнів, але попри підтвердження від кількох лікарів, студія тиснула на неї, публічно стверджуючи, що Монро прикидається. 19 травня Монро взяла перерву, щоб зі сцени заспівати «Happy Birthday, Mr. President» до дня народження Джона Кеннеді в Медісон-сквер-Гарден у Нью-Йорку. Поїздка Монро до Нью-Йорка викликала ще більше роздратування керівників студії, які хотіли, щоб вона її скасувала.
Потім Монро знімалась у сцені для фільму, де плавала оголеною в басейні. Для створення попередньої реклами пресу запросили на знімання цієї сцени, світлини згодом опублікували в Life. Це вперше велика зірка позувала оголеною на піку своєї кар'єри. Коли Монро знову була на кількаденному лікарняному, «20 Century Fox» вирішили звільнити її за порушення графіку і 7 червня «20 Century Fox» звільнили Монро, пред'явивши їй позов у розмірі 750 000 доларів для відшкодування збитку. Її замінили на Лі Ремік, а після відмови Діна Мартіна зніматися з кимось, крім Монро, «20 Century Fox» подала в суд і на нього, а також закрила зйомки. Студія звинуватила Монро в нереалізованому фільмі і стала поширювати негативну інформацію про неї з натяками, що вона психічно хвора.
«20 Century Fox» невдовзі пошкодувала про своє рішення і знову розпочала переговори з Монро наприкінці червня, запропонувавши новий контракт, зокрема відновлення знімання у фільмі «Щось повинно трапитися» і головну роль у чорній комедії «Що за шлях!» (1964). Угоди досягли пізніше того ж літа. Щоб відновити свій імідж, Монро взяла участь у кількох рекламних кампаніях, зокрема дала інтерв'ю журналам Life і Cosmopolitan та взяла участь у фотосесії для Vogue, де співпрацювала з фотографом Берт Штерн над двома серіями фото: стандартною модельною і ню, які опублікували посмертно. В останні тижні життя Монро планувала зніматися у біографічному фільмі про свою кумирку дитинства, американську акторку Джин Гарлоу.

## Політичні погляди
За свідченням подруги і секретарки Монро Патрисії Ньюкомб, Монро безуспішно просила репортера, який брав у неї останнє інтерв'ю, щоб він закінчив статтю про неї її словами:
|                                                  | Те, чого справді потребує світ, це реальне відчуття спорідненості. Всі: зірки, робочі, негри, євреї, араби — ми всі брати. Будь ласка, не виставте мене несерйозною. Завершіть інтерв'ю тим, у що я вірю. |
| — Marilyn Monroe, Still Life \| American Masters | |

Монро дружила з чорношкірою джаз-співачкою Еллою Фіцджеральд і посприяла її кар'єрі. Як розповідала пізніше Фіцджеральд: «Я по-справжньому зобов'язана Мерилін Монро… це через неї я стала грати в „Mocambo“, дуже популярному нічному клубі 50-х. Вона особисто зателефонувала власникові клубу і сказала, що хоче, щоб мене негайно прийняли, і якщо він зробить це, то вона братиме передній столик (у цьому клубі) кожної ночі. Вона сказала йому, — і це була правда, завдяки її статусу суперзірки, — що преса божеволітими. Господар відповів „так“, і Мерилін була там, за столиком, кожного вечора. Преса пішла за борт. Після цього мені ніколи вже не доводилося грати в невеликому джаз-клубі. Вона була незвичайною жінкою, трохи попереду свого часу. І вона про це не знала».
1962 року в Мексиці Монро була відкрито пов'язана з американцями, яких ФБР визнало комуністами, як-от Фредерік Вандербільт Філд. Дочка останнього психіатра Монро Джоана Гринсон сказала, що акторка «захоплювалась рівними правами, правами чорношкірих, правами бідних. Вона ототожнювала себе з робітниками».

## Публічний образ і культурний вплив
Я ніколи не розуміла його, цей секс-символ. Я завжди думала, що символами були ті моменти, коли ми граємо разом на сцені! От біда, секс-символ стає річчю. Я просто ненавиджу бути річчю. Але якщо я збираюся бути символом чогось, то я воліла б бути саме символом сексу, а не чогось іншого.
Монро в інтерв'ю журналу «Life», 1962 рік.

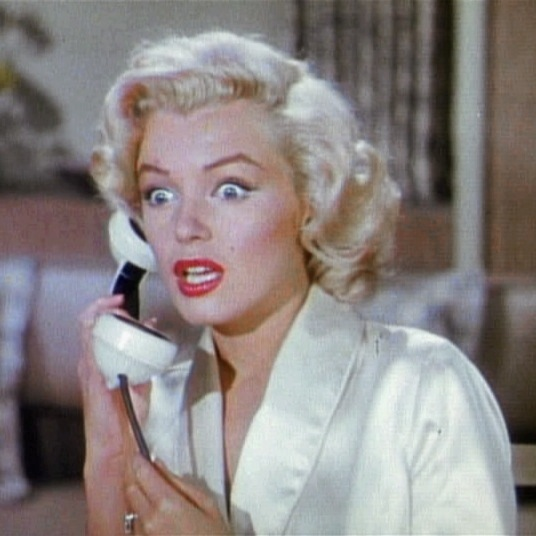
У фільмі «Джентльмени віддають перевагу білявкам» (1953)

Коли «20th Century Fox» почала розробляти зірковий статус Монро, нею хотіли замінити старіючу Бетті Грейбл, найпопулярнішу «вибухову блондинку» 1940-х. У 1940-х був профеміністичний розквіт акторок, яких сприймали як жорстких і розумних і які зверталися до переважно жіночої аудиторії (як-от Кетрін Гепберн і Барбара Стенвік). Тому студія хотіла зробити з Монро зірку нового десятиліття, яка поверне до кінотеатрів чоловіків. Від початку «20 Century Fox» відіграла важливу роль у створенні її іміджу, а в фіналі кар'єри Монро взяла практично повний контроль над ним.
Для досягнення та утримання популярності Монро розробила багато власних рекламних стратегій, підтримувала дружні стосунки з журналістками-пліткарками (Сідні Скольскі, Луелла Парсонс), а також контролювала використання власних зображень. Крім попередниці Грейбл, її часто порівнювали з іншою знаменитою кінозіркою 1930-х — Джин Гарлоу. Порівняння частково викликала сама Монро, яка назвала Гарлоу кумиркою свого дитинства, хотіла зіграти її в байопіку та найняла стиліста Гарлоу для підготовки волосся.
Екранний образ Монро ґрунтувався на її світлому волоссі та гендерних стереотипах, пов'язаних з ним: блондинок тоді вважали наївними, сексуально доступними та штучними. Для підтримки образу Монро часто використовувала придих при злегка дитячому голосі у фільмах, інтерв'ю давала, створюючи враження, що всі її слова є абсолютно невинними і без розрахунку, пародіюючи двозначність (цей особливий стиль комунікації пізніше назвали «Monroeisms»). Через старт у кар'єрі моделі фігура Монро була однією з її найчастіше згадуваних особливостей. Кінокритик Річард Даєр писав, що на рекламних фото Монро часто розташована так, щоб її пишний силует був на першому плані. Одяг був важливим фактором образу Монро. Вона часто вдягала біле, підкреслюючи колір волосся, та відверте вбрання, яке акцентувало фігуру. Рекламні трюки акторки часто оберталися навколо її одягу, який відкривав значну частину тіла, або навіть wardrobe malfunction.
Наративи у пресі зображували Монро як втілення американської мрії: дівчину, яка попри важке дитинство здобула голівудську славу.
Хоча ідея екраної героїні Монро як недалекої, але сексуально привабливої блондинки була ретельно продуманою грою, кінокритики і глядачі вважали це справжньою особистістю Монро, котра нічого не вдає, граючи в комедіях. Це стало перешкодою в професійному розвитку, при бажанні Монро грати драматичні ролі їй відмовляли, конфліктували при її спробах розвивати своїх героїнь, а зріліші роботи Монро відкидали як авдиторія, так і критика, заохочуючи тільки амплуа сексуальної дурепки. Образ наївної блондинки також створював регулярні перешкоди в тому, щоб суперзірку Монро поважали як бізнесвумен, зокрема, і в її власній кіностудії, а також при перемовинах про гонорари. Кінодослідниця Сара Шейн, що вивчала розповіді про Монро, пише:
|  | Найбільший міф полягає в тому, що вона була дурною. Другий міф – що вона була крихкою. Третій – що вона не вміла грати. Вона була далеко не дурною, хоча й не мала формальної освіти і дуже переймалася через це. Але вона була дійсно дуже розумною – і дуже сильною. Вона мусила бути тією й іншою, щоб обіграти студійну систему Голлівуду 1950-х. Дурна блондинка була роллю – вона була акторкою, заради бога! Такою гарною акторкою, що зараз ніхто не вірить у те, що вона була ким завгодно, але не тією, кого зображала на екрані. Оригінальний текст (англ.) The biggest myth is that she was dumb. The second is that she was fragile. The third is that she couldn't act. She was far from dumb, although she was not formally educated, and she was very sensitive about that. But she was very smart indeed – and very tough. She had to be both to beat the Hollywood studio system in the 1950s. [...] The dumb blonde was a role – she was an actress, for heaven's sake! Such a good actress that no one now believes she was anything but what she portrayed on screen. |

Біографка Лоїс Баннер писала, що Монро часто тонко пародіювала статус секс-символу у своїх фільмах і на публіці. Монро говорила, що була під впливом американської акторки, письменниці та співачки Мей Вест: «навчилася в неї кількох трюків — отого враження висміювання власної сексуальності, або ж жартів над нею». У 1950-х Монро вивчала мистецтво комедії й танців у класах мімеси і танцівниці Лотте Гослар, яка прославилась комічними номерами на сцені і супроводжувала Монро на знімальному майданчику. У черговій блонд-ролі у «Джентльмени віддають перевагу білявкам» (1953) Монро сказала: «Я можу бути розумною, коли це потрібно, але більшості чоловіків це не подобається».

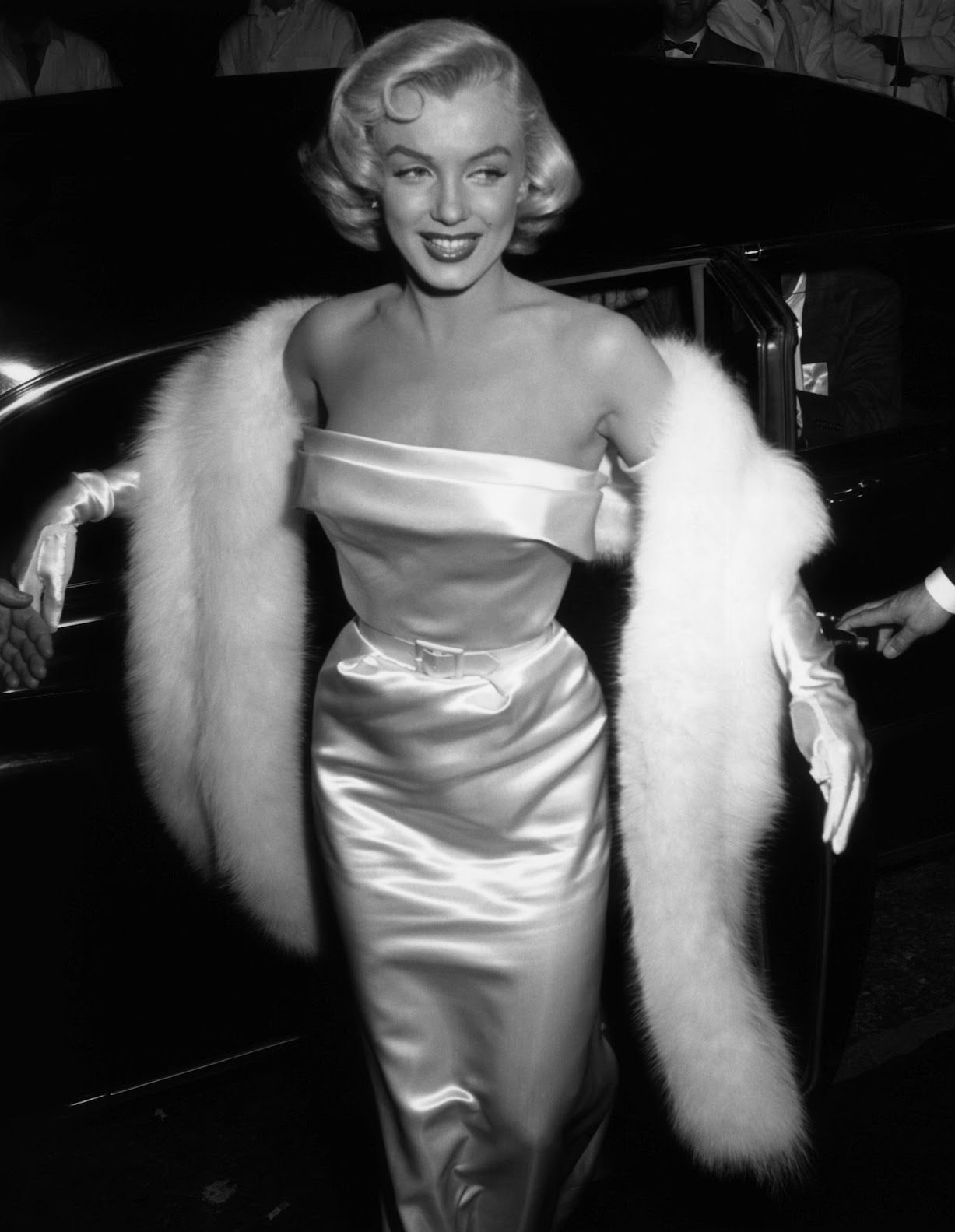
На вечірці в клубі «», травень 1953 року

За Річардом Даєром, зоряний образ Монро створили переважно для залучення чоловіків, і що вона зазвичай грала «дівчину», яка відзначалась лише статтю у своїх фільмах: «Вона практично завжди грала хористку, секретарку або модель, яка створювала шоу заради задоволення чоловіків». Дослідник кіно Томас Гарріс, який проаналізував імідж Монро в 1957 році, писав, що її непримітне походження і відсутність сім'ї змушували Монро здаватися більш сексуально доступною, «ідеальною партнеркою», на відміну від її сучасниці, Ґрейс Келлі, яку також бачили як привабливу блондинку. Але через походження Келлі з вищого класу її розглядали як витончену акторку, недосяжну для більшості глядачів чоловічої статі.
За словами Даєра, у 1950-х Монро стала «практично брендом сексу», а "її образ перебуває на хвилі уявлень про мораль і сексуальність в Америці 1950-х, таких фрейдистських уявлень про секс, «Доповіді Кінсі» (1953) та книги «Загадка жіночності» (1963). Монро була першим секс-символом, який представляв секс природним і безпечним, на відміну від фатальних жінок 1940-х. Спото також описує Монро як втілення «післявоєнного ідеалу американської дівчини — м'якої, що потребує кохання, привабливої, наївної, що демонструє свою сексуальність без сорому», що перегукується зі словами Моллі Гаскелл про те, що «вона була вигадкою 1950-х, брехнею про те, що жінка не має власних сексуальних потреб і повинна лише догоджати чоловікові». За Норманом Мейлером, «Мерилін демонструвала, що секс може бути важким і небезпечним з іншими, але приємною забавкою з нею», а Граучо Маркс характеризував її як «Мей Вест, Теда Бара і Маленька Бо Піп в одному флаконі». За словами Гаскелл, через статус секс-символу Монро виявилася менш популярною серед жінок, ніж серед чоловіків, оскільки більшість жінок не могли ідентифікувати себе з нею.

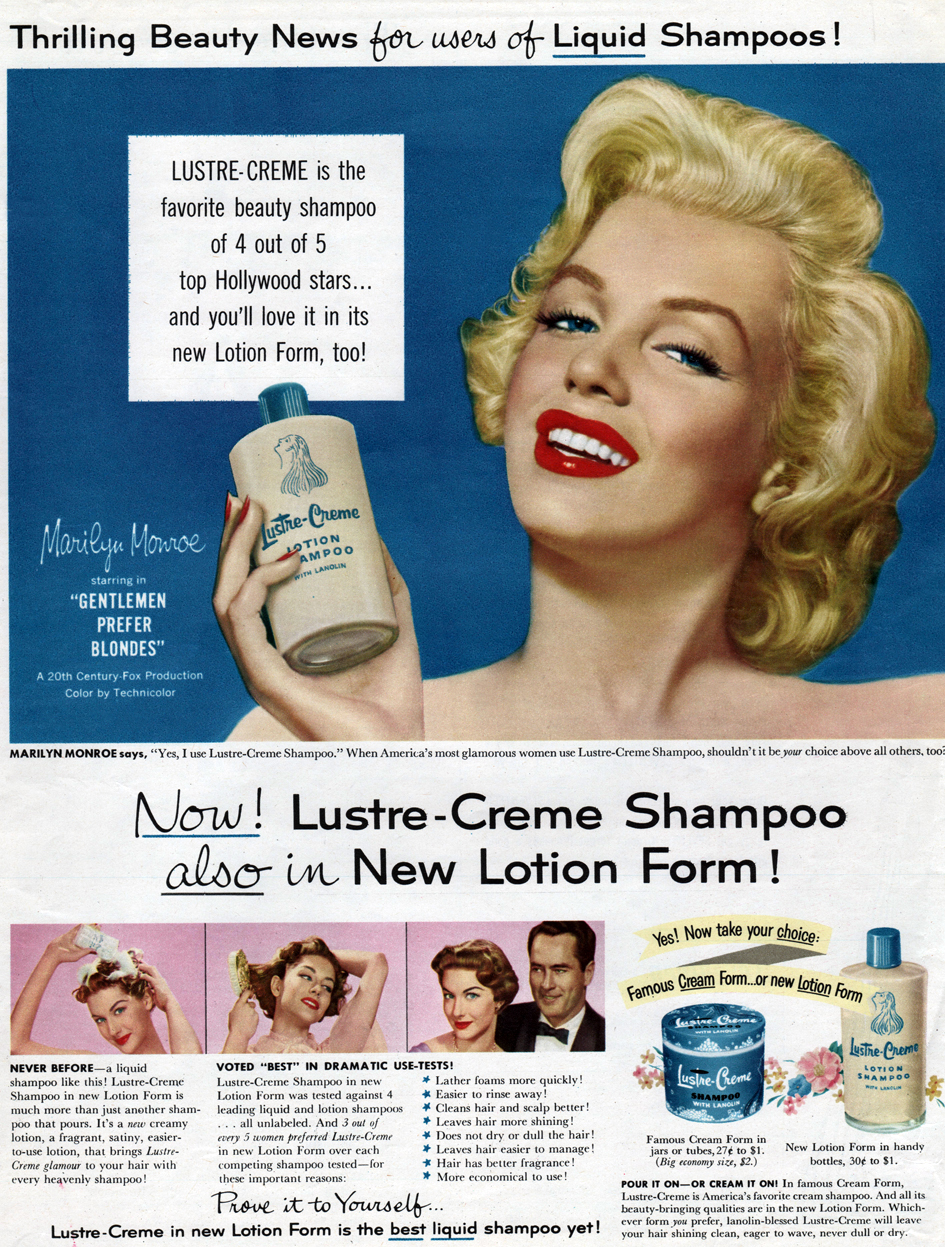
Фото для реклами шампуню

Річард Даєр стверджував, що світле волосся стало настільки визначальною рисою Монро, що зробило її «расово однозначною», тобто суто білою, тому її могли розглядали як символ расизму в поп-культурі ХХ століття. Лоїс Банер погоджувалася, що Монро запустила тренд «платинової блондинки» під час руху за громадянські права, але підкреслювала, що в особистому житті Монро була пов'язана з white ethnic людьми, як-от Джо Ді Маджо (італійсько-американського походження), Артур Міллер (єврейського походження).
Монро стали сприймати як втілення американської зірки. Лоїс Банер називає її найбільшим символом естетики Populuxe — зіркою, чий позитивний і гламурний імідж допоміг нації впоратися з параноєю 1950-х щодо холодної війни, атомної бомби і тоталітарно-комуністичного Радянського Союзу. Історикиня Фіона Гендісайд писала, що французькі глядачки асоціювали білизну/білявість з американською сучасністю і чистотою, тому Монро стала символом сучасної, вільної жінки, чиє життя проходить у громадській сфері. Британська історикиня та феміністська теоретикиня кіно Лора Малві писала про Монро як про локомотив американської культури споживацтва:
|  | Якщо Америка мала експортувати демократію гламуру в післявоєнну, злиденну Європу, кіно могло бути віконцем її магазину... Мерилін Монро зі всіма її американськими атрибутами і підкресленою сексуальністю прийшла, щоб втілити в єдиний образ цю складну взаємодію економічного, політичного і еротичного. До середини 1950-х вона стала брендом безкласового гламуру, доступного всім, хто використовує американську косметику, панчохи і перекис водню. Оригінальний текст (англ.) If America was to export the democracy of glamour into post-war, impoverished Europe, the movies could be its shop window... Marilyn Monroe, with her all American attributes and streamlined sexuality, came to epitomise in a single image this complex interface of the economic, the political, and the erotic. By the mid 1950s, she stood for a brand of classless glamour, available to anyone using American cosmetics, nylons and peroxide. |

Компанія «20 Century Fox», крім недоплат гонорарів та судових компенсацій Мерилін Монро, додатково заробила на її популярності, виховавши кілька схожих акторок, як-от Джейн Менсфілд і Ширі Норт. Інші кіностудії також намагалися створити власних Мерилін: «Universal Pictures» — Мамі Ван Дорен, «Columbia Pictures» — Кім Новак, «Rank Organisation» — Діану Дорс.
Вислови Мерилін Монро стали всесвітньо відомими: «Не хвилюватися, а хвилювати», «Дайте дівчині пару туфель на шпильках, і вона завоює весь світ!», «Я люблю гарних чоловіків! Але серед нас їх дуже мало… Ви можете назвати ім'я гарного чоловіка? Радж Капур, Кларк Гейбл, Лоуренс Олів'є і все, мабуть!».

## Спадщина і пам'ять

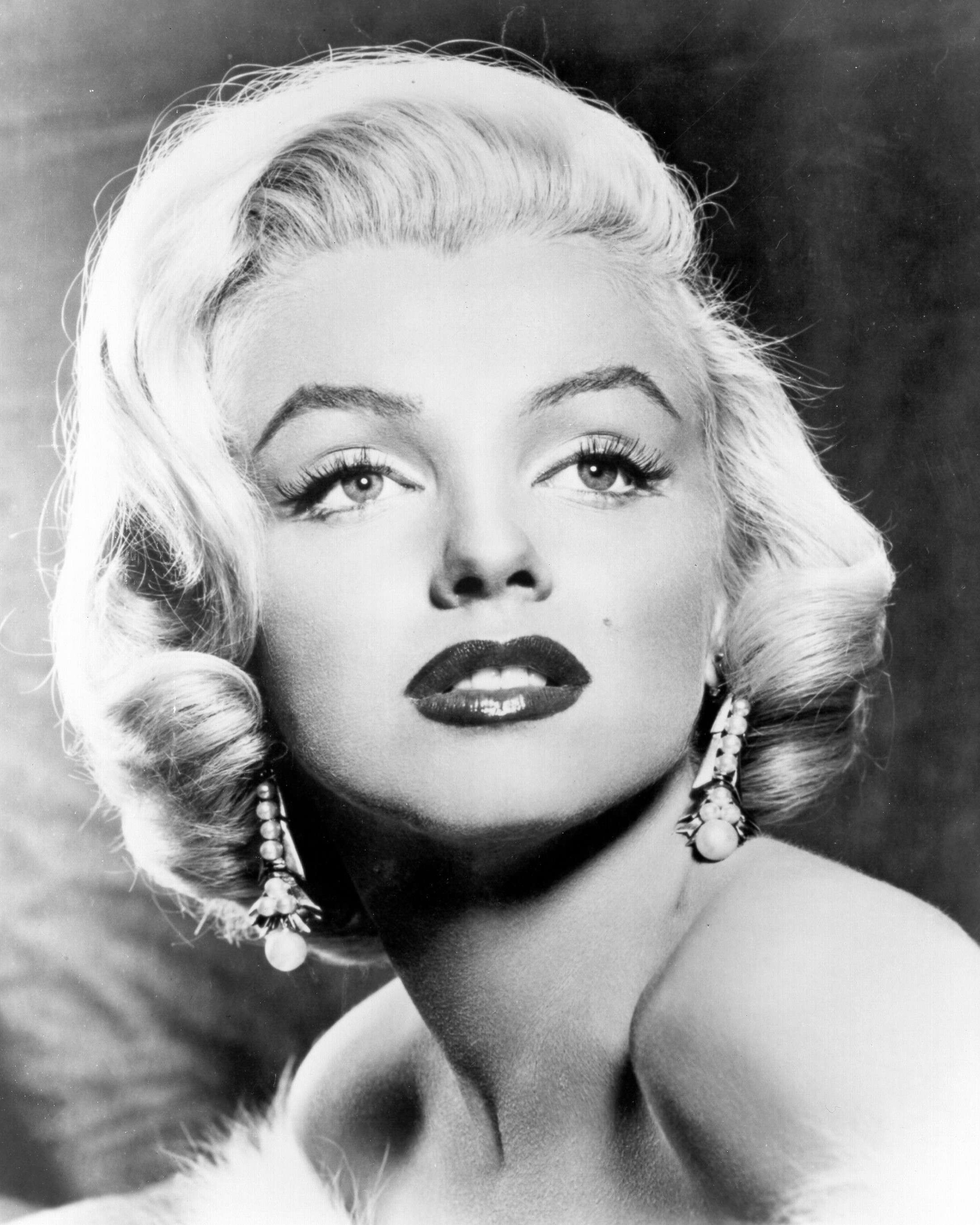
Промофото для фільму «Джентльмени віддають перевагу білявкам» (1953)

За даними Керівництва масової культури США, "Як ікона американської попкультури, Монро має мало конкурентів за популярністю, включаючи Елвіса Преслі і Міккі Мауса… жодна інша зірка не дарувала такого широкого спектру емоцій — від пристрасті до жалю, від заздрості до докорів совісті». Історикиня Гейл Левін писала, що Монро, можливо, «найфотографованіша людина 20-го століття».Американський інститут кіномистецтва поставив Мерилін Монро на 6 місце серед 100 найвизначніших зірок американського кіно за 100 років за версією AFI. Смітсонівський інститут заніс її до списку «100 найбільш значущих американців усіх часів», а телеканал VH1 помістив її в десятку лідерів рейтингу найбільших ікон поп-культури XX століття.
Про Мерилін Монро написано сотні книг, вона є героїнею фільмів, вистав, опер, пісень. Акторка вплинула на мистецьку сферу цілком, як Енді Воргол і Мадонна. Крім того, Монро залишається цінним брендом: її образ та ім'я ліцензовано для сотень продуктів, вона фігурує в рекламі транснаціональних корпорацій і брендів, як-от «Max Factor», «Chanel», «Mercedes-Benz».

Негаснуча популярність Монро пов'язана, з одного боку, з її статусами секс-символа, ікони краси і однієї з найвідоміших зірок класичного голлівудського кіно, а з іншого — з непересічним життям, травматичним дитинством, боротьбою за професійну повагу та несподіваною смертю і теоріями змови навколо неї. Про Мерилін Монро писали вчені і журналісти, зацікавлені питаннями гендерної рівності та фемінізму, як-от Глорія Стейнем, Жаклін Роуз, Моллі Гаскелл і Лоїс Банер. Такі дослідниці, як Стайнем, бачать Монро жертвою студійної системи. При цьому відзначають її активну роль у власній кар'єрі та створенні іміджу. Через контраст слави Монро та її персонального життя вона тісно залучена в ширшу дискусію про такі сучасні феномени, як ЗМІ, слава і споживацька культура. За даними історикині Сюзанни Хемша, сучасна актуальність Монро підіймає питання її впливу на сучасне суспільство:
Монро ніколи повністю не перебуває в одному часі або місці, але залишається поверхнею, на якій будується вся американська культура, і виступає як культурний тип, який можна відтворити, трансформувати в нові контексти і прийняти іншими людьми.
Аналогічно Лоїс Банер назвала Монро «вічним перевертнем», який створюється заново у кожного покоління.
У той час як Мерилін Монро залишається найважливішим культурним символом, критики сперечаються про її спадщину як акторки. Девід Томсон назвав її кінороботи «пустими», а ряд критиків, наприклад, Полін Кейл, писали, що вона не вміла грати: «Вона робила те, що інші мали добрий смак не робити». На думку Пітера Бредшоу, Монро була талановитою комедійною акторкою, яка «розуміла, як комедія досягає свого ефекту», а Роджер Еберт писав: «Студії мирилися з нею ще довго після того, як будь-яка інша акторка була б шантажованою, тому що те, що глядачі отримували на екрані від неї, було чарівним». Джонатан Розенбаум заявив, що її гра містить перевернуту сексистську тематику, а труднощі зі сприйняттям інтелекту Монро походять з репресивної епохи, коли вважалося, що жінки не мають бути розумними.

### Власність
- 19 червня 2011 року знамениту «летючу сукню» Монро (кадр зі «Сверблячки сьомого року») продано на торгах аукціонного дому Profile in History в Лос-Анджелесі за 4,6 мільйона доларів[222].
- Сукню, в якій Монро знімалася в фільмі «Джентльмени віддають перевагу білявкам», також продано на торгах[коли?].

### Біографістика
За даними The Guardian, про Мерилін Монро написано близько 300 книг лише англійською. Перша і єдина прижиттєва публікація була в 1961 році — «Мерілін Монро» біографа Моріса Золотова. Серед інших робіт:
- Дональд Спото «Мерілін Монро»[коли?]
- Джордж Бернау «Свічка на вітрі»[коли?]
- Алві Бессі «Символ»[коли?]
- Ентоні Саммерс «Богиня»[коли?]

#### Фільми про Мерилін Монро
- 2010 року на екрани вийшов ролик «Coco Mademoiselle», в фокусі якої історія стосунків Монро і фотографа Дугласа Кіркланда.
- 2011 року у світовий прокат вийшов фільм «7 днів і ночей з Мерилін», у якому зірку втілила Мішель Вільямс. Стрічка розповідає про час, проведений мисткинею з Лоуренсом Олів'є у роботі над фільмом «Принц і танцівниця» (1957).
- 2022 року на Netflix відбувся реліз фільму «Білявка», який розповідає про життя Норми Джин з дитинства до смерті.

### Присвячені твори
- На честь акторки названо астероїд 3768 Монро.
- 2013 року портрет Мерилін Монро з'явився на рисовому полі в японському селі Інакадате.
- 15 липня 2011 року в Чикаго відкрита 8-метрова скульптура Сьюарда Джонсона «Мерилін назавжди», що зображає її в момент у «Сверблячці сьомого року» 1955 року на вентиляційній решітці на перетині 52-ї вулиці й Лексінгтон-авеню в Нью-Йорку, а потік повітря розвіював угору її сукню. Навесні 2012 композицію планувалось демонтувати[224].
- Австралійська фотографка Поліксені Папапетру звернулася до образу Монро у серії «В пошуках Мерилін» (англ. «Seaching for Marilyn», 2002), знімаючи трансвестита-імітатора Бена Якобсона, щоб показати Монро як творіння Голлівуду, штучно створене і постійно змінне залежно від очікувань обивателів[225].
- Мерилін Монро присвячені пісні Леді Гаги «Government Hooker» і «Dance in the Dark», Blue System «The Wind Cries (Who Killed Norma Jean)», Марка Ешлі «Marilyn's Dream», Флорана Мота «Marylin», Глена Данціга «Who Killed Marylin» і Елтона Джона «Candle in the Wind», Джейн Біркін «Norma Jean Baker», Нікі Мінаж «Marilyn Monroe», Лани Дель Рей «Marilyn Monroe», Фаррелла Вільямса «Marilyn Monroe», Аманди Лепор «Marilyn».
- Її іменем скористався при створенні сценічного псевдоніму Мерилін Менсон.

## Фільмографія
| Рік  | Фільм                                              | Оригінальна назва                      | Роль                                                           |
| 1947 | Жахлива міс Пілгрим                                | The Shocking Miss Pilgrim              | Операторка на телефоні                                         |
| 1947 | Небезпечні роки                                    | Dangerous Years                        | Іві                                                            |
| 1948 | Скудда-у! Скудда-ей!                               | Scudda Hoo! Scudda Hay!                | Дівчина в каное (сцени на озері) Дівчина, що виходить з церкви |
| 1948 | Хористки                                           | Ladies of the Chorus                   | Пеґґі Мартін                                                   |
| 1949 | Щаслива любов                                      | Love Happy                             | Клієнтка Груніона                                              |
| 1950 | Квиток в Томагавк                                  | A Ticket to Tomahawk                   | Клара                                                          |
| 1950 | Правий хрест                                       | Right Cross                            | Dusky Ledoux                                                   |
| 1950 | Вогняна куля                                       | The Fireball                           | Поллі                                                          |
| 1950 | Асфальтові джунглі                                 | The Asphalt Jungle                     | Анджела Фінлі                                                  |
| 1950 | Все про Єву                                        | All About Eve                          | Місс Казвелл                                                   |
| 1951 | Любовне гніздечко                                  | Love Nest                              | Роберта 'Боббі' Стівенс                                        |
| 1951 | Молодшою себе і не відчуєш                         | As Young as You Feel                   | Ґаррієт                                                        |
| 1951 | З життя рідного міста                              | Home Town Story                        | Ірис Мартін                                                    |
| 1951 | Анумо одружимося                                   | Let's Make It Legal                    | Джойс Маннеринг                                                |
| 1952 | Нічне зіткнення                                    | Clash by Night                         | Пеґґі                                                          |
| 1952 | Ми не одружені!                                    | We're Not Married                      | Аннабел Джоунс Норріс                                          |
| 1952 | Вождь червоношкірих та інші (За новелами О. Генрі) | O. Henry's Full House                  | Повія («Фараон і хорал»)                                       |
| 1952 | Марна праця                                        | Monkey Business                        | Місс Луїс Лорел                                                |
| 1952 | Можна входити без стуку                            | Don't Bother to Knock                  | Нелл Форбс                                                     |
| 1953 | Ніагара                                            | Niagara                                | Роуз Луміс                                                     |
| 1953 | Як вийти заміж за мільйонера                       | How to Marry a Millionaire             | Пола Дебвойс                                                   |
| 1953 | Джентльмени віддають перевагу білявкам             | Gentlemen Prefer Blondes               | Лорелей Лі                                                     |
| 1954 | Нема кращого бізнесу за шоу-бізнес                 | There's No Business Like Show Business | Вікі Ґоффман / Вікі Паркер                                     |
| 1954 | Річка, з якої не повертаються                      | River of No Return                     | Кей Вестон                                                     |
| 1955 | Сверблячка сьомого року                            | The Seven Year Itch                    | Дівчина                                                        |
| 1956 | Автобусна зупинка                                  | Bus Stop                               | Шері                                                           |
| 1957 | Принц і танцівниця                                 | The Prince and the Showgirl            | Елсі Марина                                                    |
| 1959 | У джазі тільки дівчата                             | Some Like It Hot                       | Серденько Кейн Ковальчик                                       |
| 1960 | Займемося коханням                                 | Let's Make Love                        | Аманда Делл                                                    |
| 1961 | Неприкаяні                                         | The Misfits                            | Рослін Тейбер                                                  |
| 1962 | Щось має статися                                   | Something's Got to Give                | Еллен Ваґстафф Арден                                           |

## Пісні
| Рік  | Фільм, у якому виконана пісня             | Назва пісні                                                                 |
| ---- | ----------------------------------------- | --------------------------------------------------------------------------- |
| 1948 | Ladies of the Chorus                      | Every Baby Needs a Da-Da-Daddy                                              |
| 1948 | Ladies of the Chorus                      | Anyone Can See I Love You                                                   |
| 1948 | Ladies of the Chorus                      | Ladies Of The Chorus                                                        |
| 1950 | A Ticket to Tomahawk                      | Oh, What a Forward Young Man You Are                                        |
| 1953 | Niagara                                   | Kiss                                                                        |
| 1953 | Gentlemen Prefer Blondes                  | Two Little Girls from Little Rock                                           |
| 1953 | Gentlemen Prefer Blondes                  | When Love Goes Wrong                                                        |
| 1953 | Gentlemen Prefer Blondes                  | Bye Bye Baby                                                                |
| 1953 | Gentlemen Prefer Blondes                  | Diamonds Are a Girl's Best Friend                                           |
| 1953 | Gentlemen Prefer Blondes                  | Four French Dances — Sur le balcon, La Tentateur, Sol taire, Parle d'affair |
| 1953 | Gentlemen Prefer Blondes                  | Down Boy                                                                    |
| 1953 | Gentlemen Prefer Blondes                  | When The Wild Wild Women Go Swimmin' Down In the Bimini Bay'                |
| 1953 | Recordings for RCA                        | She Acts Like A Woman Should                                                |
| 1953 | Recordings for RCA                        | You'd Be Surprised                                                          |
| 1953 | Recordings for RCA                        | A Fine Romance                                                              |
| 1953 | Recordings for RCA                        | Do It Again                                                                 |
| 1954 | River of No Return                        | I'm Gonna File My Claim                                                     |
| 1954 | River of No Return                        | One Silver Dollar                                                           |
| 1954 | River of No Return                        | Down In The Meadow                                                          |
| 1954 | River of No Return                        | River Of No Return                                                          |
| 1954 | There's No Business Like Show Business    | Heat Wave                                                                   |
| 1954 | There's No Business Like Show Business    | Lazy                                                                        |
| 1954 | There's No Business Like Show Business    | After You Get What You Want                                                 |
| 1954 | There's No Business Like Show Business    | A Man Chases a Girl                                                         |
| 1956 | Bus Stop                                  | That Old Black Magic                                                        |
| 1957 | The Prince and the Showgirl               | I Found a Dream                                                             |
| 1959 | У джазі тільки дівчата (Some Like It Hot) | Runnin' Wild                                                                |
| 1959 | У джазі тільки дівчата (Some Like It Hot) | I Wanna Be Loved By You                                                     |
| 1959 | У джазі тільки дівчата (Some Like It Hot) | I'm Through With Love                                                       |
| 1959 | У джазі тільки дівчата (Some Like It Hot) | Some Like It Hot                                                            |
| 1960 | Let's Make Love                           | My Heart Belongs to Daddy                                                   |
| 1960 | Let's Make Love                           | Specialization                                                              |
| 1960 | Let's Make Love                           | Let's Make Love                                                             |
| 1960 | Let's Make Love                           | Incurably Romantic                                                          |
| 1962 |                                           | Happy Birthday, Mr. President                                               |

## Нагороди і номінації

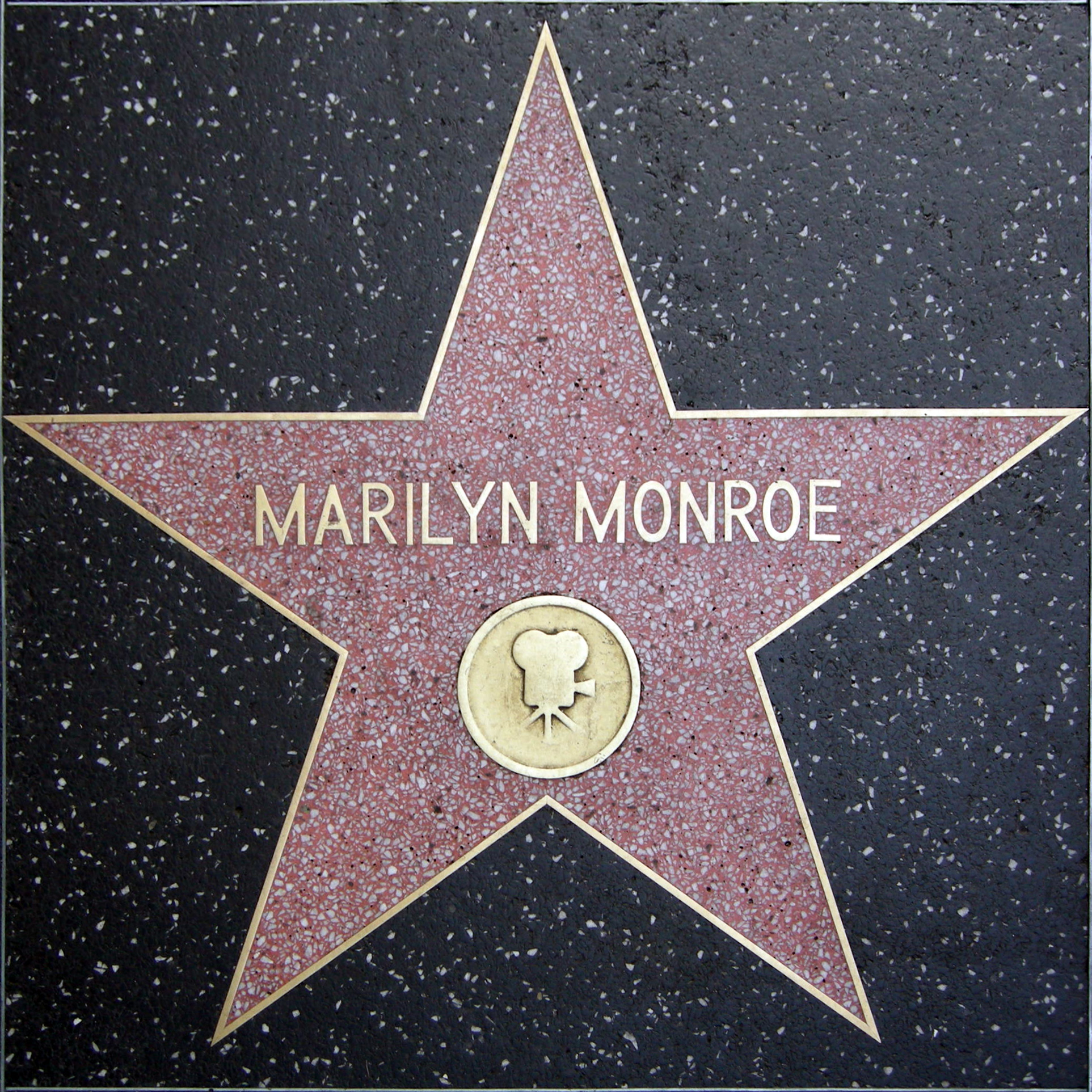
Зірка Мерилін Монро на Голлівудській алеї слави

- 1951 Henrietta Award: Найкраща юна акторка
- 1952 Photoplay Award: Зірка, відкриття 1952 року
- 1952 Photoplay Award: Спеціальна Нагорода
- 1952 Look American Magazine Achievement Award: Найбільш обіцяюча акторка 1952 року
- 1953 Золотий глобус Henrietta Award: World Film Favorite Female.
- 1953 Sweetheart of The Month (Playboy)
- 1953 Photoplay Award: Найпопулярніша зірка-акторка
- 1954 Photoplay Award Найкращій акторці за фільми «Джентльмени віддають перевагу білявкам» та «Як вийти заміж за мільйонера»
- 1956 BAFTA Film Award nomination: Найкраща іноземна акторка за фільм «Сверблячка сьомого року»
- 1956 Номінація Золотий глобус: Best Motion Picture Actress in Comedy or Musical за фільм «Автобусна зупинка»
- 1958 BAFTA Film Award nomination: Найкраща іноземна акторка за фільм «Принц і статистка»
- 1958 Нагорода David di Donatello (Італія): Найкраща іноземна акторка за фільм «Принц і статистка»
- 1959 Нагорода Crystal Star Award (Франція): Найкраща іноземна акторка за фільм «Принц і статистка»
- 1960 Золотий Глобус, Найкраща акторка кінокомедії та мюзикла за фільм «У джазі тільки дівчата» (оригінальна назва: Дехто любить це гарячим, англ. Some Like it Hot)
- 1962 Золотий Глобус, World Film Favorite: Жіноча роль
- 1999 номінація Американського інституту кіномистецтва: 6 місце серед найкращих зірок-акторок усіх часів у списку 100 найвизначніших зірок кіно за 100 років за версією AFI
- 8 лютого 1960 року 34-річну Мерилін Монро удостоєно іменної зірки на Голлівудській алеї слави[226], 6104 Hollywood Blvd.